# 아우디 A5
아우디 A5는 2007년 6월부터 독일의 자동차 제조업체 아우디에서 생산하는 컴팩트 임원용 및 그랜드 투어링 쿠페 시리즈이다. A5 라인업에는 아우디 A4 세단 및 왜건 모델에서 파생된 쿠페, 컨버터블, 그리고 패스트백 루프 라인을 갖춘 5도어 리프트백인 "스포츠백"도 포함된다.
아우디의 내부 플랫폼 번호 부여 규칙에 따르면 A5는 A4 세단 및 아반트와 플랫폼 명칭을 공유하는 B-플랫폼 시리즈 차량에 속한다. 1세대 A5 (Type 8T)는 B8 계열에 속하며, 2세대 모델 (Type 8W6)은 B9를 기반으로 한다. 두 세대 모두 폭스바겐 MLB (모듈형 세로형 매트릭스) 아키텍처에서 파생되었다.

## 1세대 (2007년)

### 최초 출시
2007년 3월 제네바 모터쇼에서 공개된 A5는 (B3/B4) 아우디 80 기반 쿠페의 1996년 생산 중단 이후 아우디가 컴팩트 임원용 쿠페 시장에 복귀하는 것을 알렸다. 2006년 5월 10일, 아우디는 A5의 생산에 들어갈 것이라고 확인했다. B6/B7 A4에는 컨버터블 모델이 포함되었지만 쿠페는 없었다. 4세대 A4 (B8)의 경우, 아우디는 카브리올레와 새로운 쿠페 및 4도어 패스트백 세단을 A5라는 별개의 이름으로 분리하기로 결정했다.
A5는 B8 제품군에서 가장 먼저 출시된 차량으로 (다른 차량은 A4와 Q5 크로스오버 SUV), 모두 아우디 MLP (모듈형 세로형 플랫폼)를 기반으로 했다. 이 플랫폼은 차세대 A6 및 A8에 적용되었다.
A5는 2세대 TT와 R8에 이어 아우디 라인업의 세 번째 쿠페이다. 누볼라리 콰트로 콘셉트카의 디자인 요소를 채택했으며, 3.2리터 FSI V6 엔진을 탑재해 195 kW (265 PS; 261 hp)의 출력을 냈다.

#### 쿠페 (8T3)
A5 및 S5 디자인은 누볼라리 콰트로 콘셉트카를 기반으로 했다. A5와 S5 쿠페는 2007년 3월 6일 제네바 국제 모터쇼와 멜버른 국제 모터쇼에서 동시에 공개되었다.
A5 및 S5의 주문은 공개일인 2007년 3월 6일부터 시작되었으며, 첫 인도는 2007년 6월에 이루어졌다. 출시 모델에는 3.2리터 FSI V6 엔진 멀티트로닉과 3.0리터 TDI 콰트로 6단이 포함되었으며, 1.8리터 TFSI는 2007년 말에 출시되었다.
초기 미국 모델에는 A5 3.2리터 FSI 콰트로와 S5 쿠페 4.2리터 FSI 콰트로가 포함되었다. 두 모델 모두 6단 수동 또는 6단 팁트로닉 자동변속기 중 하나를 선택할 수 있었다. S5 모델은 2007년 11월에 판매되기 시작했으며, 초기에는 수동변속기만 장착되었고, 팁트로닉이 장착된 A5는 2008년 초에 출시되었다.
A5는 2008년에 캐나다에서 판매되기 시작했으며, 6단 수동 또는 6단 팁트로닉 변속기를 선택할 수 있는 A5 3.2리터 FSI 모델이 특징이었다. 2011년부터 캐나다 A5에는 2.0리터 터보 엔진만 제공되었다. 2013년에는 아우디가 A5 블랙 에디션을 출시했다.

#### 카브리올레 (8F)
아우디 A5 및 S5 카브리올레 (컨버터블)의 생산은 2009년 초에 시작되었다. A5 카브리올레는 폭스바겐 이오스에 사용된 개폐식 하드톱과는 달리 패브릭 루프를 채택했다. 엔진 라인업은 당시 A5 쿠페 모델과 동일했지만, S5 카브리올레는 3.0 TFSI V6 슈퍼차저 엔진을 장착했다.
A5 카브리올레는 A4 카브리올레를 대체했다. A5 카브리올레의 인도는 2009년 2분기에 시작되었다. 이 차량은 2009 뉴욕 오토쇼에서 공개되었다.
A5 및 S5 카브리올레의 미국 버전은 2009년 9월에 2010년형 모델로 판매되기 시작했다. 초기 모델에는 A5 2.0리터 I4 TFSI 멀티트로닉, A5 2.0리터 콰트로 팁트로닉, S5 콰트로 S-트로닉이 포함되었다.

#### 스포츠백 (8T8)
A5 스포츠백은 4개의 프레임리스 도어와 길고 가늘게 뒤로 기울어지는 패스트백 형태의 루프 라인을 특징으로 하여 '4도어 쿠페형' 외관을 제공한다. A5 쿠페와 많은 외장 디자인 요소를 공유하지만, 스포츠백의 내부는 A4 세단과 유사하다. 모든 A5 모델은 A4와 동일한 플랫폼을 공유하지만, 스포츠백은 A5 제품군 중 다른 모델보다 A4에 디자인적으로 더 가깝다.
스포츠백은 'A5 쿠페의 전면부(동일한 S-라인 디자인 포함)와 후미등을 가졌지만 A4의 휠베이스를 가진 살롱'으로 묘사되었으며, 스포츠백은 보다 전통적인 A4 살롱에 비해 '디자이너의 자동차'로 더 많이 포지셔닝되었다.
스포츠백 모델은 유럽, 일본, 대한민국, 중국, 호주, 뉴질랜드, 중동, 멕시코, 아르헨티나, 남아프리카 공화국에서 판매되고 있다. 원래는 미국과 캐나다에서 판매되지 않았지만, 2017년 초에 2018년형 모델로 북미 시장에 출시되었다.
초기 생산 모델에는 2.0리터 TFSI 콰트로 155 kW (211 PS; 208 hp), 3.2리터 FSI 콰트로, 6단 수동 변속기와 스톱/스타트 시스템을 갖춘 2.0리터 TDI 125 kW (170 PS; 168 hp), 2.7리터 TDI, 3.0리터 TDI 콰트로가 포함되었다. 양산형 모델은 2009년 9월에 판매되었다.
A5 스포츠백은 2가지 가솔린 엔진과 3가지 디젤 엔진으로 제공된다.

#### S5 (2007년)

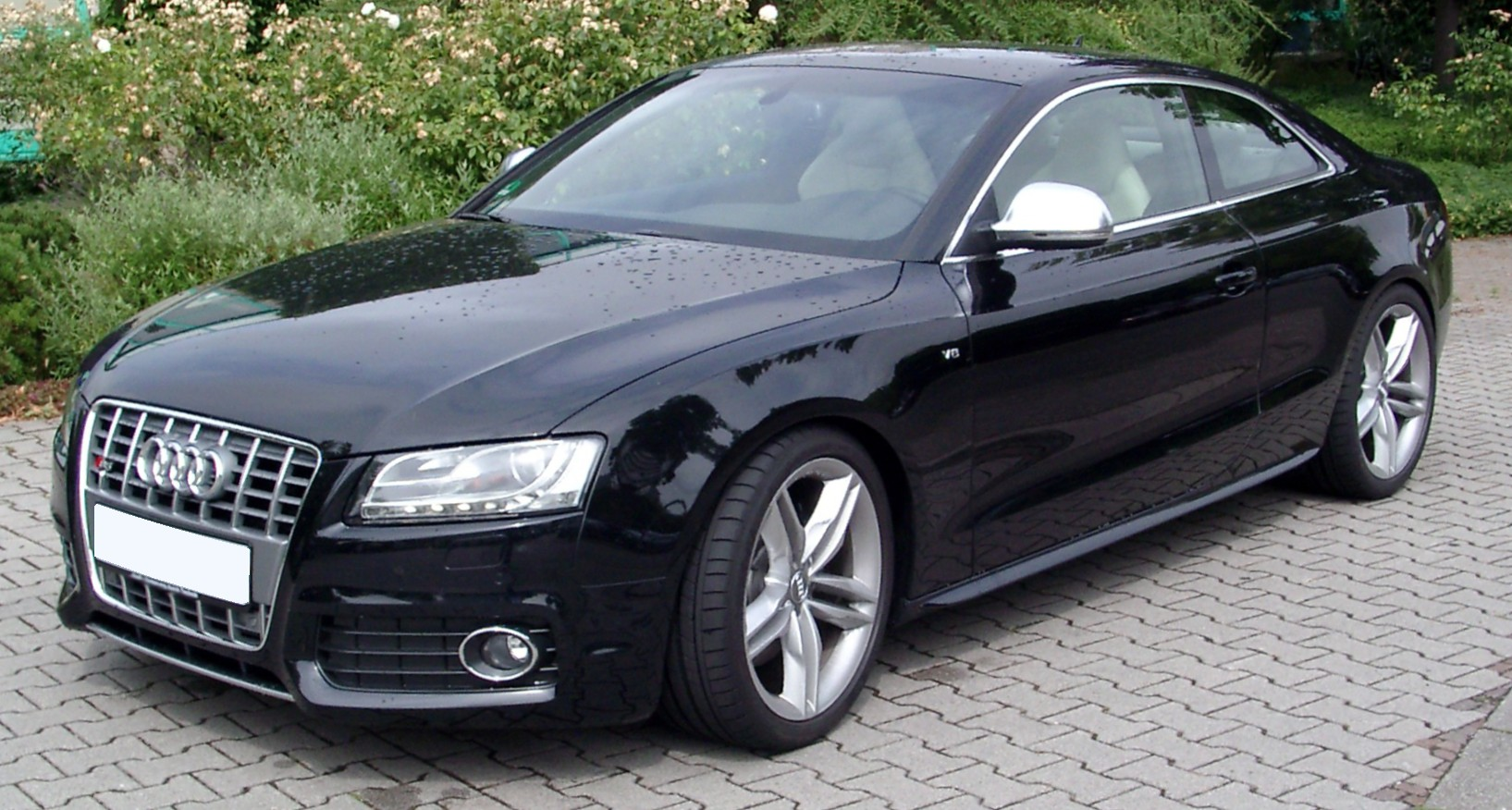
아우디 S5 쿠페 (8T3, 독일)

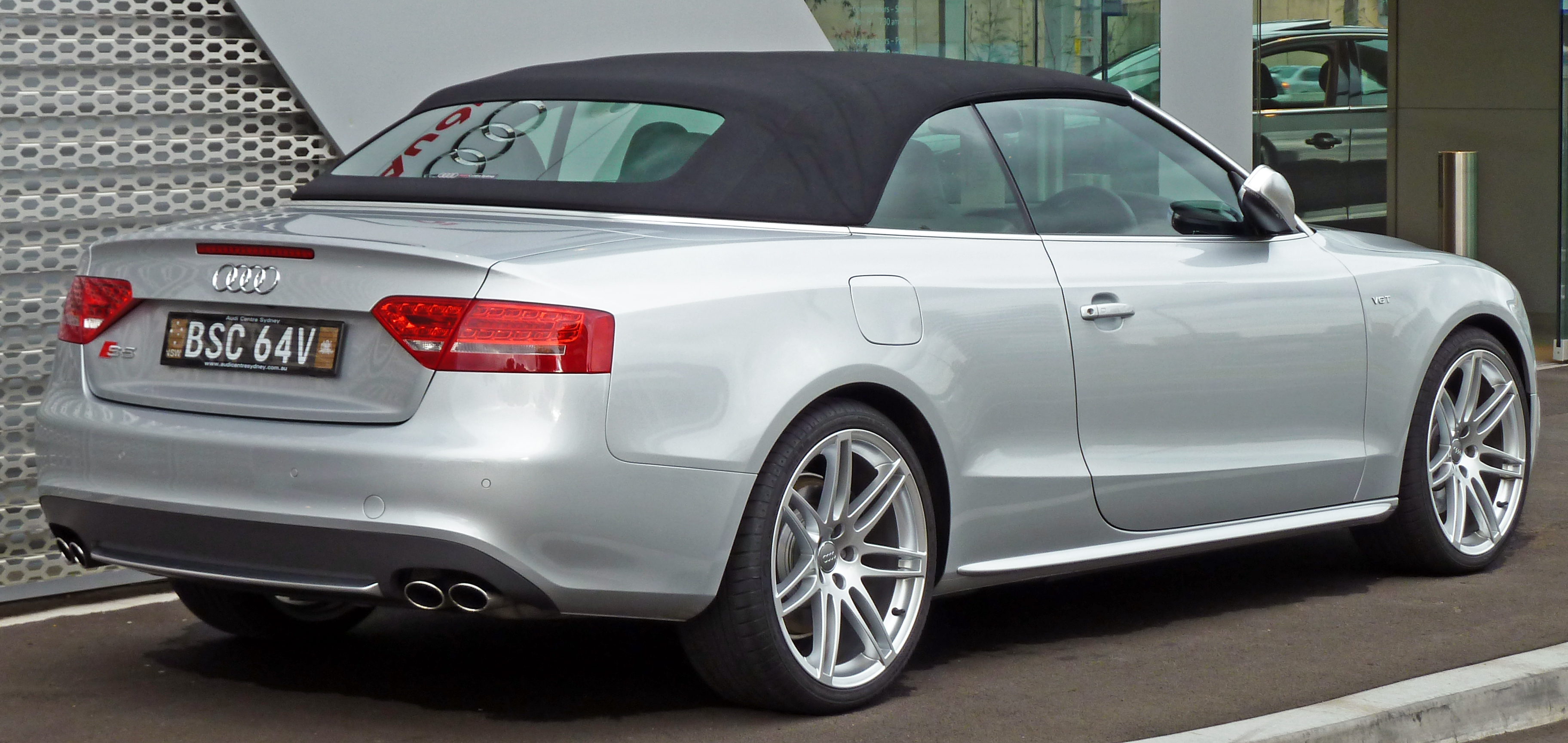
아우디 S5 카브리올레 (8F7, 오스트레일리아)

아우디 S5는 A5와 동시에 쿠페 형태로 대중에게 공개되었다. 아우디 S5는 A5와 비교하여 다른 전면부 (대부분의 아우디 S 및 RS 모델과 마찬가지로)를 특징으로 하며, 바이-제논 헤드램프 주변에 LED 주간 주행등이 연결되어 있고 수직 줄무늬 크롬 그릴이 있다.
많은 시장에서 S5는 5개의 평행 스포크 디자인을 가진 19인치 알로이 휠, 더 큰 브레이크, 열선 가죽 스포츠 시트 및 기타 편의 기능을 표준으로 포함하며, 이들 중 일부는 A5에서만 옵션으로 제공된다. 2010년형 모델의 변경 사항에는 LED 테일 램프, 프리미엄 플러스 및 프레스티지 트림 레벨 도입, 그리고 가죽/알칸타라 시트와 같은 새로운 옵션 장비가 포함된다.
동일한 이름표를 공유함에도 불구하고, 2010~2012년형 모델의 쿠페와 카브리올레/스포츠백 간에는 파워트레인이 달랐다. 2010~2012년형 아우디 S5 쿠페는 4.2리터 휘발유 직분사 (FSI) V8 엔진을 장착하여 260 kW (349 hp)의 출력을 냈으며, S5 카브리올레와 스포츠백은 2010년형 아우디 S4 3.0 TFSI 콰트로 세단 및 아반트와 공유하는 3.0리터 TFSI V6 슈퍼차저 엔진을 장착하여 245 kW (329 hp)의 출력을 냈다.
쿠페는 6단 수동 또는 6단 팁트로닉 자동변속기 중 하나를 선택할 수 있었고, 카브리올레/스포츠백은 7단 S-트로닉 듀얼 클러치 자동변속기를 장착했다.

#### 알루미늄 A5 쿠페
알루미늄 A5 쿠페는 알루미늄 아우디 스페이스 프레임(ASF) 콘셉트를 시연하는 프로토타입 차량이다. 155 kW (211 PS; 208 hp) 엔진을 탑재한 아우디 A5 쿠페 2.0 TFSI를 기반으로 하지만, 알루미늄 아우디 스페이스 프레임과 알루미늄 및 탄소섬유 강화 플라스틱 차체를 사용한다. 스폿 용접 대신 펀치 리벳팅, 접합 또는 레이저-MIG 하이브리드 용접이 적용되었다. 이 차량은 동일한 강철 차체 양산형 모델보다 110 kg (243 lb) 더 가볍다.
이 차량은 네카르줄름에 있는 아우디의 알루미늄 및 경량 디자인 센터에서 제작되었다.

#### RS5 (2010년)

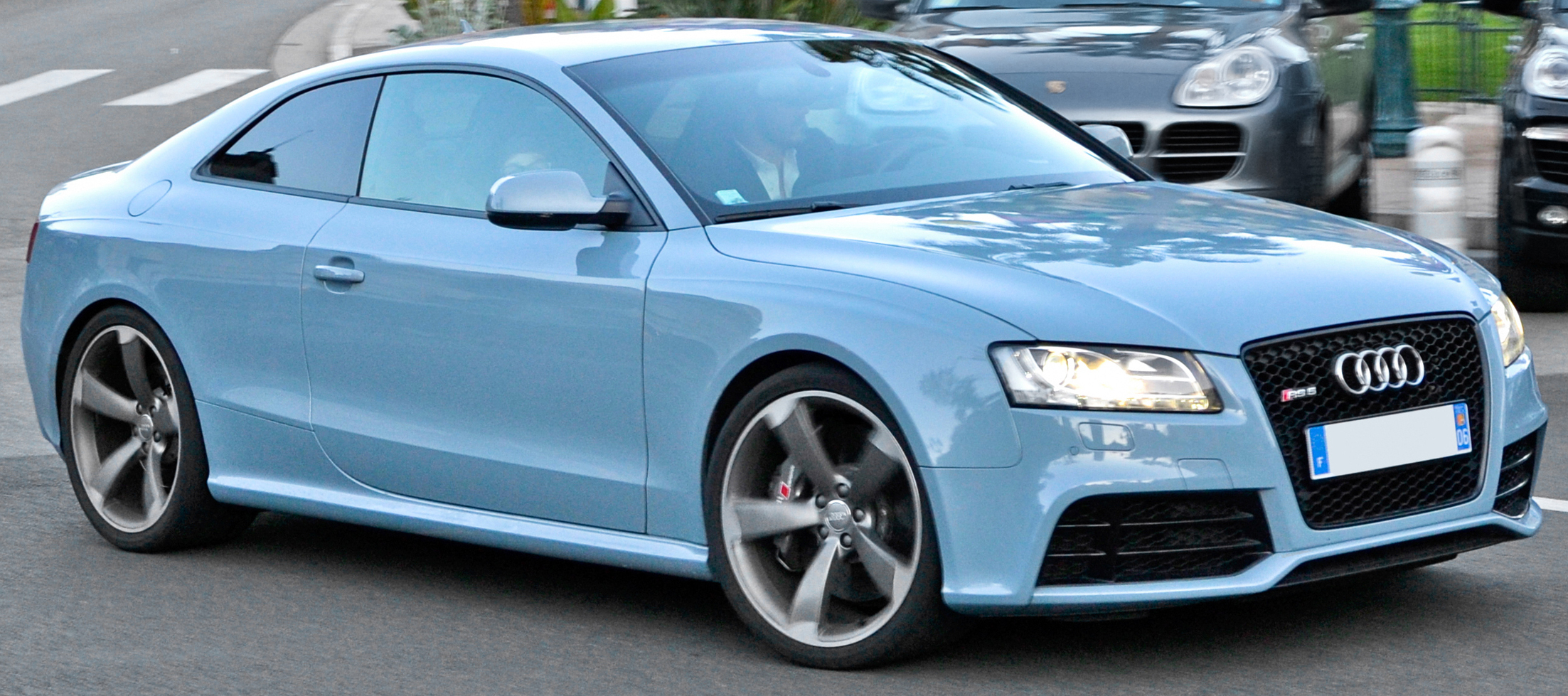
아우디 RS5 쿠페

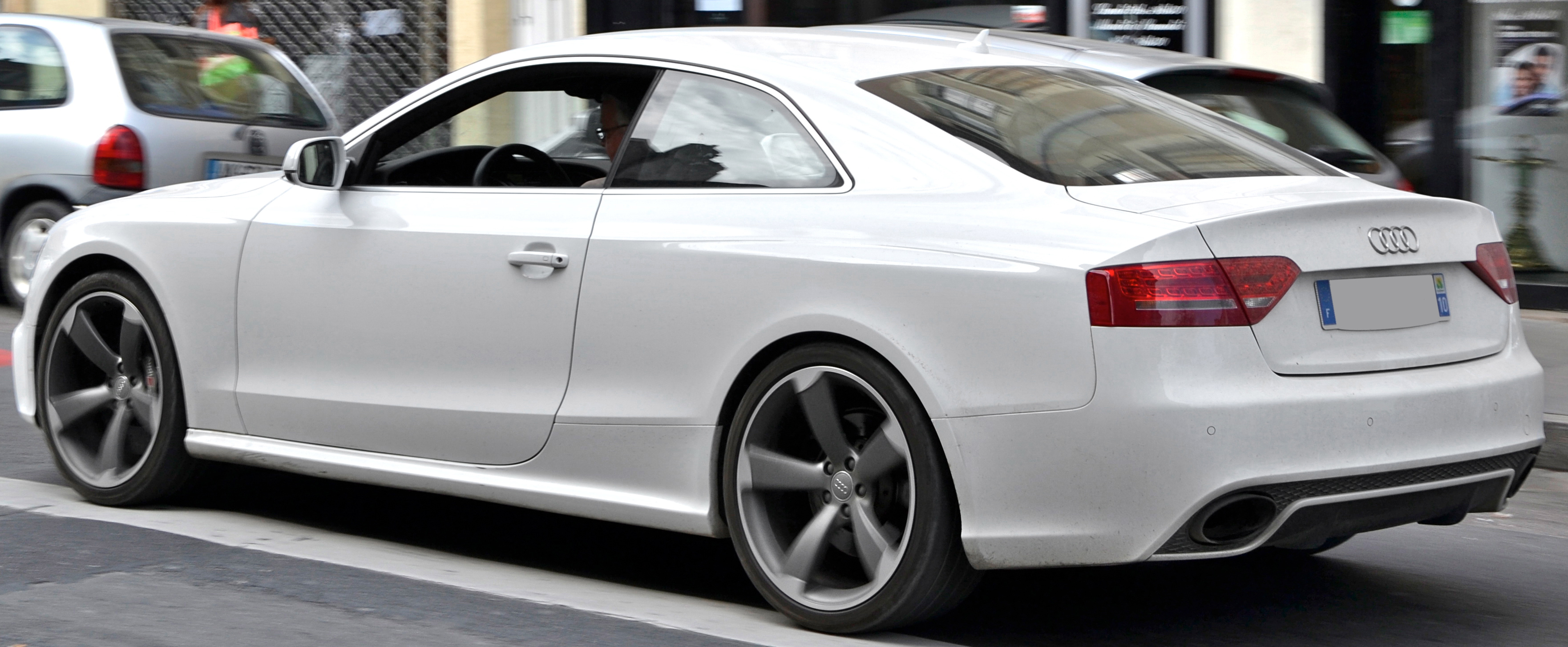
아우디 RS5 쿠페

쿠페 차체로 제공되는 RS5는 8250rpm에서 450 PS (331 kW; 444 hp), 4000-6000rpm에서 430 N·m (317.15 lb·ft)의 출력을 내는 4.2 FSI 엔진을 특징으로 하며, 7단 S-트로닉 변속기와 크라운 기어 중앙 차동 장치 및 전자식 토크 벡터링이 적용된 콰트로 상시 4륜 구동 시스템이 결합되었다. 275/35 타이어가 장착된 전용 5암 구조 디자인의 19인치 알로이 휠(옵션 19인치 겨울용 휠), 직경 365 mm (14.37 in)의 환기식 알루미늄 전면 브레이크 디스크(옵션 직경 380 mm (14.96 in)의 카본 세라믹 전면 브레이크 디스크), 고광택 블랙 RS 로고가 새겨진 알루미늄 8피스톤 브레이크 캘리퍼, 통합 스포츠 모드가 있는 전자 안정화 프로그램, 속도 감응형 서보트로닉 스티어링, 세 가지(MMI 내비게이션 시스템 사용 시 4가지) 작동 모드(컴포트, 자동, 다이내믹, 옵션 사용자 지정)를 제공하는 아우디 드라이브 셀렉트, 옵션 다이내믹 스티어링이 장착되어 있다.
외관적으로 RS5는 반짝이는 차콜 그레이 롬버스 패턴 그리드가 있는 싱글 프레임 그릴, LED 주간 주행등의 넓은 스트립이 있는 제논 플러스 헤드라이트, 스플리터로 아래로 뾰족하게 떨어지는 재설계된 범퍼, 아우디 콰트로에서 영감을 받은 플레어 펜더, 각진 캡이 있는 사이드 실, 싱글 프레임 그릴 및 측면 창과 외부 미러 근처에 알루미늄 느낌의 트림 스트립, 8가지 차체 색상 선택, 범퍼에 통합된 두 개의 타원형 배기 파이프, 120 km/h (75 mph)에서 자동으로 확장되고 80 km/h (50 mph)에서 수축하는 트렁크 리드의 스포일러, 7단 S-트로닉 및 전면 브레이크용 공기 통풍구를 통합한 광범위한 언더바디를 특징으로 한다.
실내에는 측면 섹션과 통합 헤드레스트가 있는 가죽/알칸타라 콤비네이션 실내 장식의 전동 조절식 스포츠 시트(옵션으로 더 돋보이는 윤곽과 접이식 등받이가 있는 버킷 시트, 통풍 및 고급스럽게 실내 장식된 온도 조절 컴포트 시트, 특수 가죽 및 색상, 은색 헤드라이닝이 특징인 옵션 시트 실내 장식), 천공 가죽으로 장식된 스티어링 휠, 흰색 글자와 독특한 눈금이 있는 검은색 게이지, 통합 랩 타이머 및 오일 온도 게이지가 있는 운전자 정보 시스템, 탄소섬유로 만든 장식 인레이가 있는 검은색 내부(옵션으로 어두운 스테인리스 스틸 메시, 검은색 피아노 마감 또는 브러시드 알루미늄 인레이), 피아노 마감 계기판 페시아, 알루미늄 페달, 발판, 옵션 MMI 내비게이션 시스템의 제어 버튼, 두 개의 얇은 스트립이 있는 도어 핸들, 도어 실 트림의 알루미늄 인서트 및 RS 5 로고, 옵션 스웨이드로 덮인 컨트롤 및 RS 5 로고가 있는 바닥 매트, 사운드 플랩 및 검은색 테일 파이프 트림이 있는 스포츠 배기 시스템이 있다.
카본 디자인 패키지는 엔진룸과 차체에 사용할 수 있다. 스타일링 패키지에는 검정색 또는 무광 알루미늄 외관이 포함된다.
RS5는 1,800 kg (3,968 lb)의 무게를 가지며, 전면에 56.3%, 후면에 43.7%가 집중되어 언더스티어 경향이 있지만, 아우디는 이러한 앞쪽 쏠림 현상을 상쇄하기 위해 두 가지 전기 기계 시스템을 추가했다. 안정성 제어 시스템은 내부 바퀴에 브레이크를 가하여 프론트 엔드 플로를 방지하려고 시도하며, 이는 코너로 차량을 당기기에 충분할 정도로 타이어를 효과적으로 끌어당긴다.
RS5에는 후륜 사이에 동력을 배분하여 유사한 효과 또는 심지어 오버스티어를 유발할 수 있는 액티브 리어 디퍼렌셜도 장착되어 있다. 일반적인 조건에서 콰트로 4륜 구동 시스템은 엔진 토크의 60%를 후방으로 전달하며, 조건에 따라 최대 85%까지 증가한다.
콰트로 GmbH의 스테판 라일 사장에 따르면 4.2 FSI 엔진은 아우디 S8 및 아우디 R8에 탑재된 아우디 5.2 FSI V10 엔진을 기반으로 두 개의 실린더를 제거한 것이다.
이 차량은 2010 제네바 모터쇼에서 공개되었다. 아우디 RS5의 판매는 2010년 초에 시작되었다.

#### 에탄올 E100 쿠페
에탄올 E100 쿠페는 미쉐린 챌린지 비벤덤 2010 시리즈를 위해 설계된 프로토타입이다. 132 kW (179 PS; 177 hp)의 출력과 320 N·m (236 lbf·ft)의 토크를 내는 2.0 TFSI 엔진, 6단 수동 콰트로 구동계가 포함된다. 정지 상태에서 0–100 킬로미터 매 시 (0–62 mph)까지 6.9초 만에 가속하며 최고 속도는 236 km/h (147 mph)이다. 무게는 1,310 kg (2,888 lb)이다. 이 차량은 에탄올 사용 시 공식적으로 9.9 리터 매 100 킬로미터 (29 mpg-imp; 24 mpg-US)를 소비하지만, 운전자들은 미쉐린 챌린지 비벤덤 랠리에서 에탄올로 9.5 L/100 km (30 mpg-imp; 25 mpg-US)를 달성했다.

#### S5 스페셜 에디션
S5 스페셜 에디션은 미국 시장을 위한 2012년형 S5 4.2 FSI 콰트로 쿠페의 한정판(125대)으로, 아우디 S5 4.2 FSI 콰트로 생산 종료를 기념한다. 프레스티지 패키지, 데이토나 그레이 차체 색상, 19인치 5-스포크 로터 디자인 휠, 투톤 폴라 실버 및 블랙 S5 스포츠 시트, 시트, 암레스트, 시프터 및 스티어링 휠의 실버 대비 스티칭, 실버 가죽 테두리가 있는 바닥 매트, 도어 패널의 알루미늄 '아우디 익스클루시브' 배지, 탄소 섬유 벨트라인, 피아노 블랙 계기판이 포함되었다.
이 차량은 인피니언 레이스웨이에서 열린 2012년 아우디 클럽 북미 미팅에서 공개되었다.

#### 제원

##### 차체 스타일
| 차체 유형                   | 쿠페          | 카브리올레    | 스포츠백      |      |
| 모델                        | 연식          | 연식          | 연식          | 연식 |
| --------------------------- | ------------- | ------------- | ------------- | ---- |
| A5 1.8 TFSI (118 kW)        | 2009년–2016년 | 2009년–2016년 | 2009년–2016년 |      |
| A5 1.8 TFSI (125 kW)        | 2007년–2008년 | –             | –             |      |
| A5 1.8 TFSI (130 kW)        | 2012년–2016년 | –             | 2016년        |      |
| A5 2.0 TFSI (132 kW)        | 2008년–2011년 | 2009년–2011년 | 2009년–2011년 |      |
| A5 2.0 TFSI (155 kW) 콰트로 | 2008년–2016년 | 2009년–2016년 | 2009년–2016년 |      |
| A5 3.0 TFSI 콰트로          | 2012년–2016년 | 2009년–2016년 | 2009년–2016년 |      |
| A5 3.2 FSI                  | 2007년–2011년 | 2009년–2011년 | 2009년–2011년 |      |
| S5 4.2 FSI 콰트로           | 2007년–2012년 | –             | –             |      |
| RS5 4.2 FSI 콰트로          | 2010년–2016년 | 2012년–2016년 | –             |      |
| A5 2.0 TDI (105 kW)         | –             | 2010년–2016년 | 2010년–2016년 |      |
| A5 2.0 TDI (125 kW)         | 2008년–2011년 | 2009년–2011년 | 2009년–2011년 |      |
| A5 2.7 TDI                  | 2007년–2011년 | 2009년–2011년 | 2009년–2011년 |      |
| A5 3.0 TDI (177 kW)         | 2007년–2011년 | 2009년–2011년 | 2009년–2011년 |      |

##### 엔진
| 모델                                    | 연식          | 유형/코드                                                | 출력, 토크 (rpm)                                                              |
| 가솔린 엔진                             | 가솔린 엔진   | 가솔린 엔진                                              | 가솔린 엔진                                                                   |
| --------------------------------------- | ------------- | -------------------------------------------------------- | ----------------------------------------------------------------------------- |
| A5 1.8 TFSI 쿠페                        | 2007년–2008년 | 1,798 cc (109.7 cu in) I4 터보 (CABD)                    | 125 kW (170 PS; 168 hp) (6200 rpm), 250 N·m (184 lbf·ft) (1500-4800 rpm)      |
| A5 1.8 TFSI                             | 2009년–2016년 | 1,798 cc (109.7 cu in) I4 터보 (EA888) (CDHB)            | 118 kW (160 PS; 158 hp) (6200 rpm), 250 N·m (184 lbf·ft) (1500-4500 rpm)      |
| A5 1.8 TFSI                             | 2016년        | 1,798 cc (109.7 cu in) I4 터보 (CJEE) (CDHB)             | 130 kW (177 PS; 174 hp) (6200 rpm), 320 N·m (236 lbf·ft) (1400-4500 rpm)      |
| A5 2.0 TFSI                             | 2008년–2011년 | 1,984 cc (121.1 cu in) I4 터보 (CDNB)                    | 132 kW (179 PS; 177 hp) (6000 rpm), 320 N·m (236 lbf·ft) (1500-3900 rpm)      |
| A5 2.0 TFSI                             | 2008년–2016년 | 1,984 cc (121.1 cu in) I4 터보 (EA888) (CDNC)            | 155 kW (211 PS; 208 hp) (6000 rpm), 350 N·m (258 lbf·ft) (1500-4200 rpm)      |
| A5 2.0 TFSI 콰트로                      | 2008년–2016년 | 1,984 cc (121.1 cu in) I4 터보 (EA888) (CDNc, cpma, cpmb | 155 kW (211 PS; 208 hp) (6000 rpm), 350 N·m (258 lbf·ft) (1500-4200 rpm)      |
| A5 3.0 TFSI, 3.0 TFSI 콰트로            | 2011년–2016년 | 2,995 cc (182.8 cu in) V6 슈퍼차저                       | 200 kW (272 PS; 268 hp) (4780-6500 rpm), 400 N·m (295 lbf·ft) (2150-4780 rpm) |
| A5 3.2 FSI, 3.2 FSI 콰트로              | 2007년–2011년 | 3,197 cc (195.1 cu in) V6 (CALA)                         | 195 kW (265 PS; 261 hp) (6500 rpm), 330 N·m (243 lbf·ft) (3000-5000 rpm)      |
| S5 3.0 TFSI 콰트로 카브리올레, 스포츠백 | 2009년–2016년 | 2,995 cc (182.8 cu in) V6 슈퍼차저 (CAKA, CCBA)          | 245 kW (333 PS; 329 hp) (5500-7000 rpm), 440 N·m (325 lbf·ft) (2900-5300 rpm) |
| S5 4.2 FSI 콰트로 쿠페                  | 2007년–2012년 | 4,163 cc (254.0 cu in) V8 (CAUA)                         | 260 kW (354 PS; 349 hp) (7000 rpm), 440 N·m (325 lbf·ft) (3500 rpm)           |
| RS5 4.2 FSI 콰트로 쿠페                 | 2010년–2017년 | 4,163 cc (254.0 cu in) V8 (CFSA)                         | 331 kW (450 PS; 444 hp) (8250 rpm), 430 N·m (317 lbf·ft) (4000-6000 rpm)      |
| 디젤 엔진                               |               |                                                          |                                                                               |
| A5 2.0 TDIe 스포츠백                    | 2011년–2016년 | 1,968 cc (120.1 cu in) I4 터보                           | 100 kW (136 PS; 134 hp) (4200 rpm), 320 N·m (236 lbf·ft) (1750-2500 rpm)      |
| A5 2.0 TDI 스포츠백                     | 2009년–2016년 | 1,968 cc (120.1 cu in) I4 터보 (CAGA)                    | 105 kW (143 PS; 141 hp) (4200 rpm), 320 N·m (236 lbf·ft) (1750-2500 rpm)      |
| A5 2.0 TDI, 2.0 TDI 콰트로              | 2008년–2011년 | 1,968 cc (120.1 cu in) I4 터보 (CAHA)                    | 125 kW (170 PS; 168 hp) (4200 rpm), 350 N·m (258 lbf·ft) (1750-2500 rpm)      |
| A5 2.0 TDI, 2.0 TDI 멀티트로닉          | 2011년–2016년 | 1,968 cc (120.1 cu in) I4 VTG 터보 (CGLC)                | 130 kW (177 PS; 174 hp) (4200 rpm), 380 N·m (280 lbf·ft) (1750-2500 rpm)      |
| A5 2.7 TDI                              | 2007년–2011년 | 2,698 cc (164.6 cu in) V6 터보 (CAMA, CGKA)              | 140 kW (190 PS; 188 hp) (3500-4400 rpm), 400 N·m (295 lbf·ft) (1400-3250 rpm) |
| A5 3.0 TDI 콰트로                       | 2007년–2011년 | 2,967 cc (181.1 cu in) V6 터보 (CAPA, CCWA)              | 176 kW (239 PS; 236 hp) (4000-4400 rpm), 500 N·m (369 lbf·ft) (1500-3000 rpm) |
| A5 3.0 TDI 콰트로                       | 2011년–2015년 | 2,967 cc (181.1 cu in) V6 터보 (CDU, CDUC)               | 180 kW (245 PS; 241 hp) (4000-4500 rpm), 500 N·m (369 lbf·ft) (1400-3250 rpm) |

##### 변속기
| 모델                                    | 연식          | 유형 |
| 가솔린 엔진                             | 가솔린 엔진   | 가솔린 엔진 |
| --------------------------------------- | ------------- | --- |
| A5 1.8 TFSI 쿠페 (125 kW)               | 2007년–2008년 | 6단 수동 |
| A5 1.8 TFSI (118 kW)                    | 2009년–       | 6단 수동, 멀티트로닉 |
| A5 2.0 TFSI (132 kW)                    | 2008년–       | 6단 수동, 멀티트로닉 카브리올레: 멀티트로닉                                                                                      |
| A5 2.0 TFSI (155 kW)                    | 2008년–       | 6단 수동, 멀티트로닉 |
| A5 2.0 TFSI 콰트로 (155 kW)             | 2008년–       | 쿠페: 6단 수동, 7단 S-트로닉, 6단 팁트로닉, 8단 팁트로닉 스포츠백: 6단 수동, 7단 S-트로닉 카브리올레: 7단 S-트로닉, 8단 팁트로닉 |
| S5 3.0 TFSI 콰트로 카브리올레, 스포츠백 | 2009년–       | 7단 S-트로닉, 6단 수동 |
| A5 3.2 FSI                              | 2007년–       | 멀티트로닉 |
| A5 3.2 FSI 콰트로                       | 2007년–       | 쿠페: 6단 수동, 6단 팁트로닉 스포츠백: 7단 S-트로닉 카브리올레: 7단 S-트로닉                                                     |
| S5 4.2 FSI 콰트로 쿠페                  | 2007년–       | 6단 수동, 6단 팁트로닉 |
| RS5 4.2 FSI 콰트로 쿠페                 | 2010년–2015년 | 7단 S-트로닉, |
| 디젤 엔진                               |               | |
| A5 2.0 TDI 스포츠백 (143PS)             | 2009년–       | 멀티트로닉 |
| A5 2.0 TDIe (100 kW)                    | 2011년–       | 6단 수동 |
| A5 2.0 TDI (105 kW)                     | 2008년–       | 6단 수동 |
| A5 2.0 TDI 콰트로 (125 kW)              | 2008년–       | 6단 수동 |
| A5 2.0 TDI (130 kW)                     | 2011년–       | 6단 수동 및 멀티트로닉 |
| A5 2.0 TDI 콰트로 S 라인 (130 kW)       | 2011년–       | 6단 수동 및 7단 S-트로닉 |
| A5 2.7 TDI 쿠페 및 카브리올레           | 2007년–       | 멀티트로닉 |
| A5 3.0 TDI 콰트로                       | 2007년–       | 쿠페: 6단 수동, 6단 팁트로닉, 7단 S-트로닉 (2010년 5월 이후) 스포츠백: 6단 수동, 7단 S-트로닉 카브리올레: 7단 S-트로닉           |

2009년, 아우디는 영국 시장의 A5 2.0 TFSI 콰트로 (155 kW)에 7단 S-트로닉 변속기 옵션을 도입했으며, 이는 영국과 독일에서 6단 팁트로닉을 대체했다.
2011년형 모델부터 A5 2.0 TFSI 콰트로 쿠페 및 카브리올레에는 미국 및 캐나다 시장에서 6단 팁트로닉을 대체하는 8단 팁트로닉 변속기 옵션이 포함되었다.
S5 3.0 TFSI 콰트로 (245 kW)의 경우, 유럽 시장에서는 수동변속기가 단종되었다.

##### 장비
티타늄 패키지는 2011년형 A5 쿠페, S5 쿠페의 미국 판매 모델에 도입되었다.

#### 평가
이 차는 디자인, 제작 품질, 성능, 그리고 4륜 구동 시스템으로 칭찬받았으며, 대부분의 자동차 언론으로부터 호의적인 평가를 받았다. 드물게 훌륭한 다재다능한 틈새 시장 자동차의 예시로 평가받았다. 발터 드 실바는 아우디 A5 쿠페가 "자신이 디자인한 것 중 가장 아름다운 디자인"이라고 말했다.

#### 모터스포츠
아우디 A5 3.0 TDI는 프로토타입 부문에서 미쉐린 챌린지 비벤덤에서 우승했다.
에탄올 E100 쿠페는 350km에 걸쳐 진행된 미쉐린 챌린지 비벤덤 2010 에코 랠리에서 종합 우승을 차지했다.

#### 마케팅
A5 스포츠백의 TV 광고는 아우디 사운드 스튜디오의 사운드를 사용했다.

### 2011년 페이스리프트
A5 쿠페, 컨버터블, 스포츠백, S, RS 모델을 포함하는 페이스리프트 차량에는 업데이트된 전후면 램프와 새로운 전면 범퍼 디자인이 포함된다. 새로운 전면부는 강조된 공기 흡입구, 재설계된 그릴, 평평한 안개등을 포함한다. 이 차량은 이전 모델보다 전체적으로 10 밀리미터 (0.39 in) 더 길다.
S5 (스포츠백, 쿠페 및 카브리올레로 제공)의 변경 사항에는 모든 모델에 3.0 TFSI (333PS) 엔진, 새로운 램프, 수정된 차체 디테일, 새로운 크리스탈 효과 페인트 마감, 크라운 기어 중앙 차동 장치가 있는 콰트로 구동계, 전기 기계식 파워 스티어링, 특수 S 스포츠 서스펜션, 표준 18인치 휠이 포함된다.
업데이트된 차량은 2011 프랑크푸르트 모터쇼에서 공개되었다.
판매는 2011년에 2012년형 모델로 유럽에서 시작되었다. 초기 모델에는 A5 1.8 TFSI, A5 2.0 TFSI, A5 3.0 TFSI, S5 3.0 TFSI, 2.0 TDI 및 3.0 TDI가 포함된다. 기본 모델은 아우디 A5 스포츠백 1.8 TFSI이다.
A5, S5의 미국 모델은 2013년형 모델로 판매되었다.

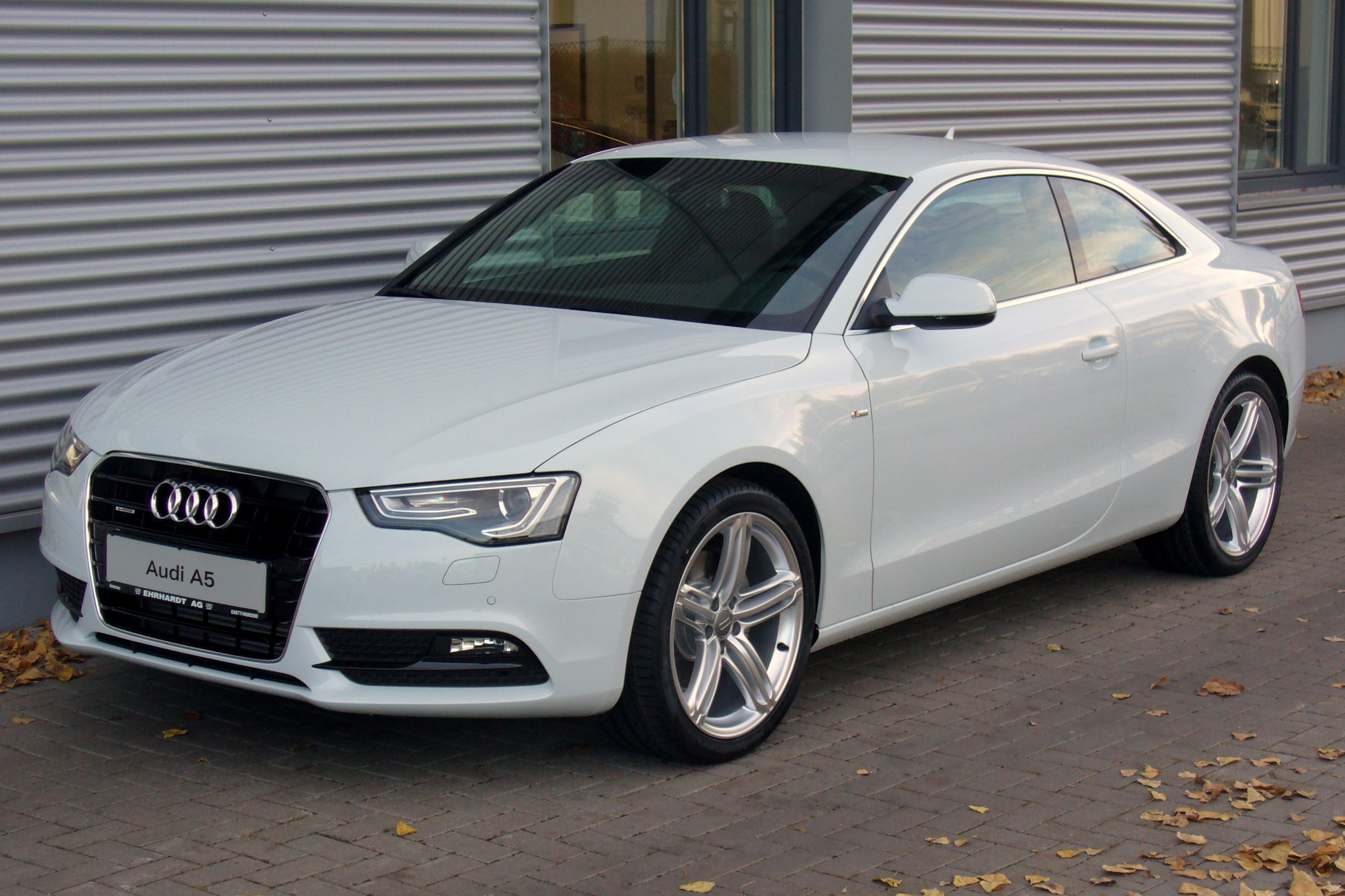
쿠페 (페이스리프트)
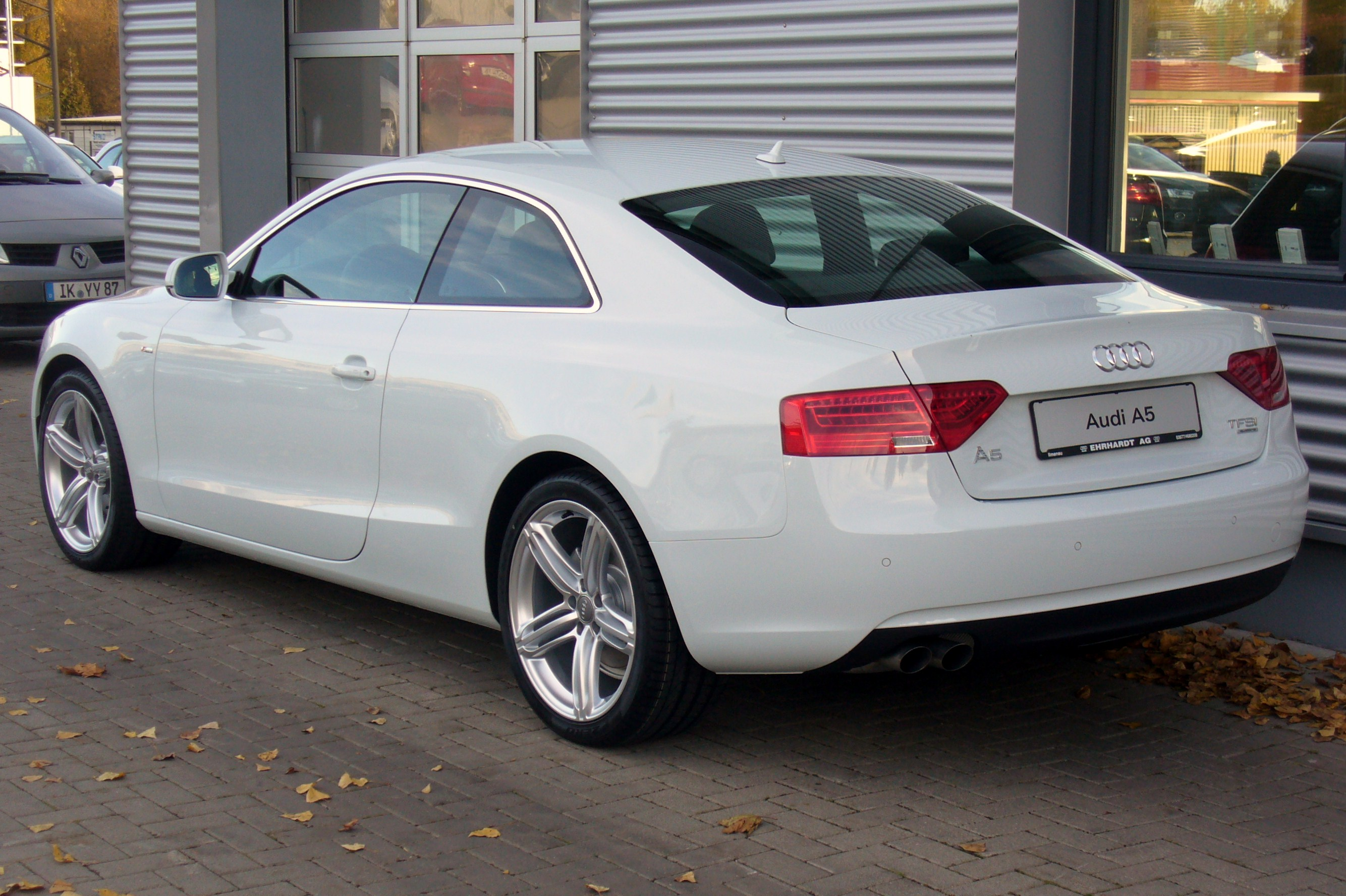
쿠페 (페이스리프트)
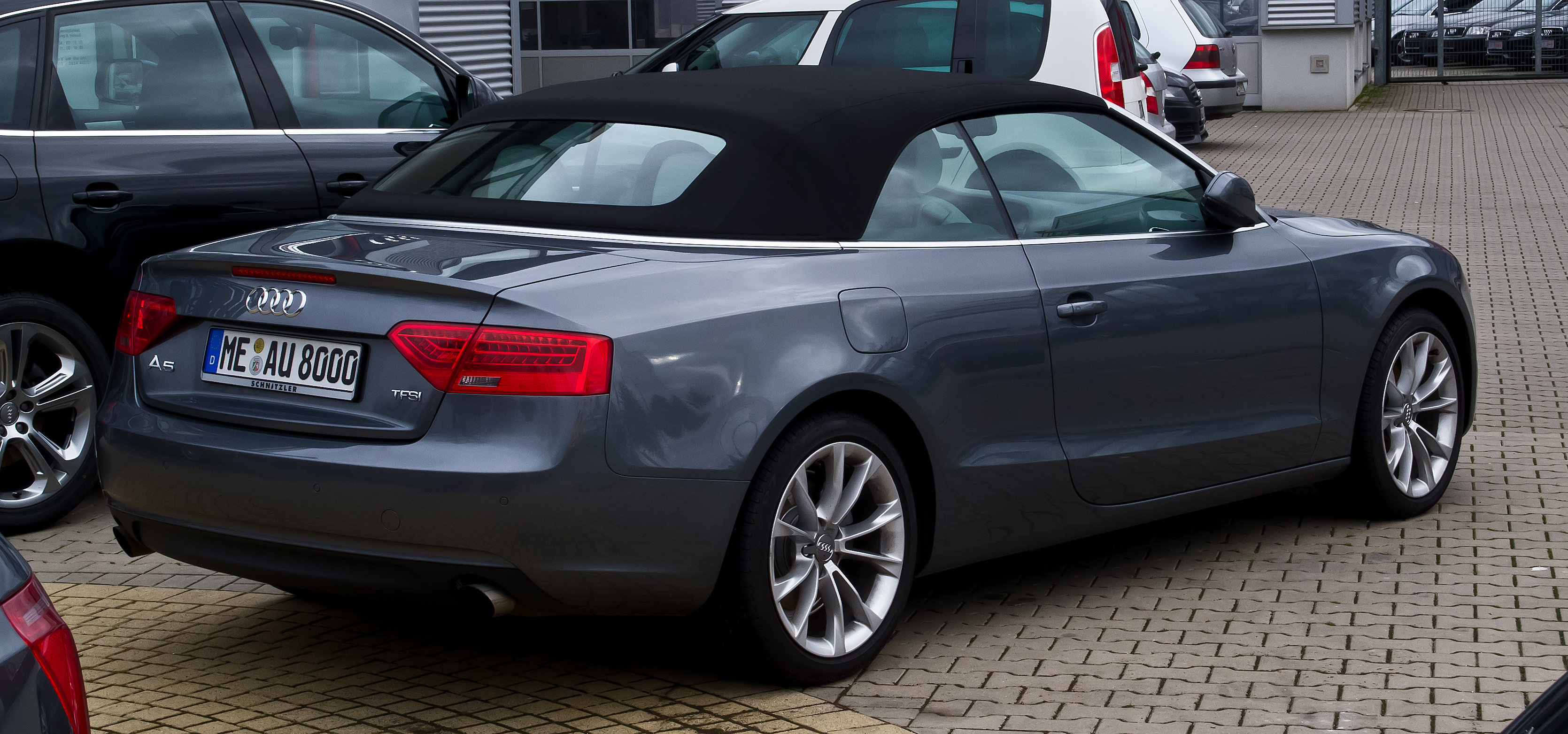
카브리올레 (페이스리프트)
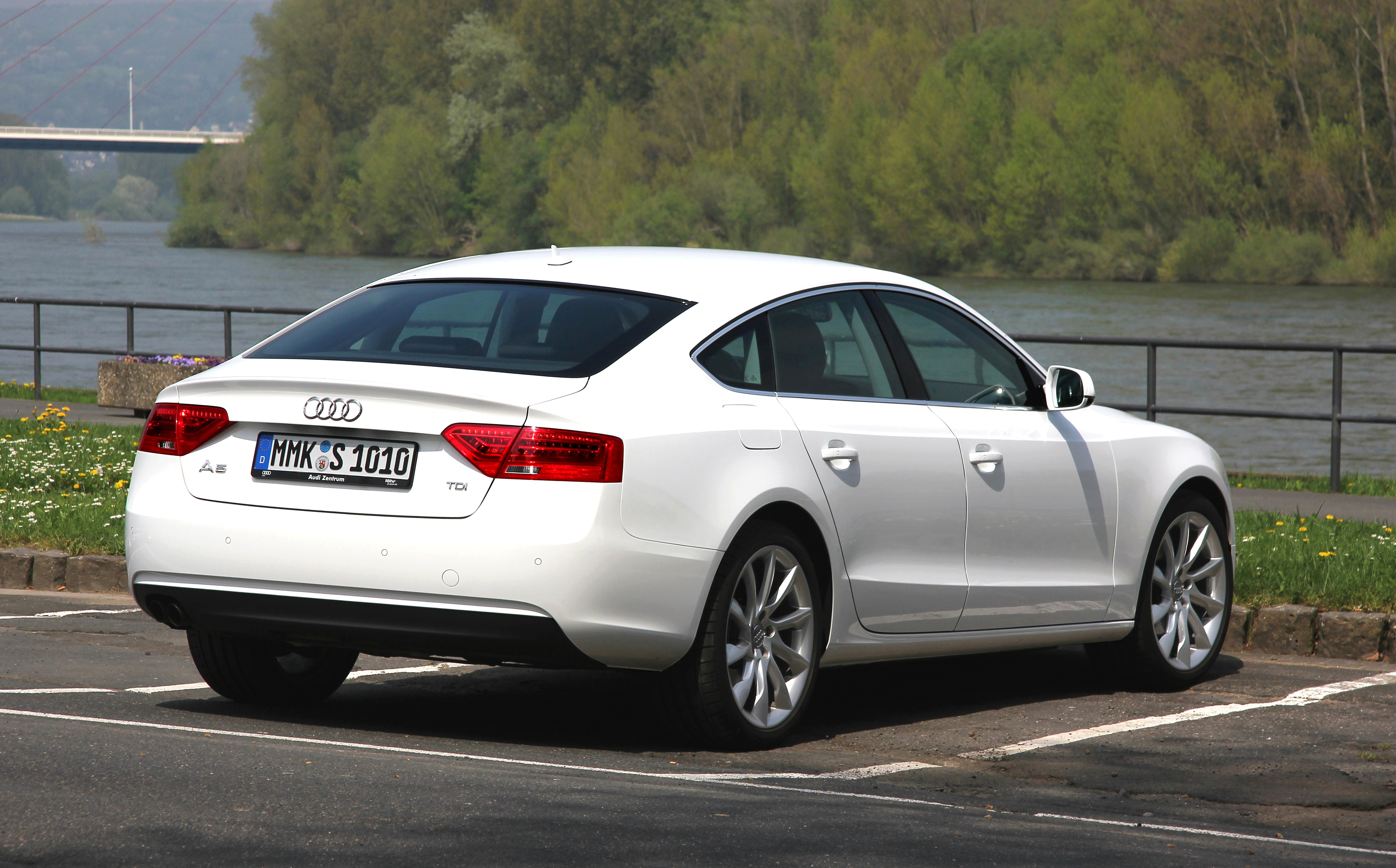
스포츠백 (페이스리프트)

#### RS5 쿠페 (2012년)

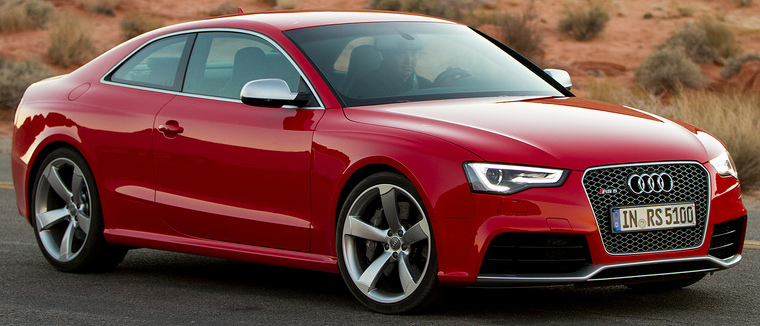
2012년형 아우디 RS5 쿠페

RS5 쿠페는 2011 프랑크푸르트 모터쇼에 이어 2012 제네바 모터쇼에서 공개되었다.
2012년형 RS5 쿠페의 변경 사항에는 서스펜션 전면의 업그레이드된 댐퍼 및 스프링, 엔진 구동 유압 파워 스티어링을 대체하는 새로운 전기 파워 스티어링, 전용 접이식 후면 스포일러, 빨간색 캠 커버, 탄소 섬유 흡기 매니폴드, 옵션 피아노 블랙 트림, 20인치 흑연색 휠, 검정색 마감재가 있는 스포츠 배기 시스템이 포함되었다.

#### RS5 카브리올레 (2013년)

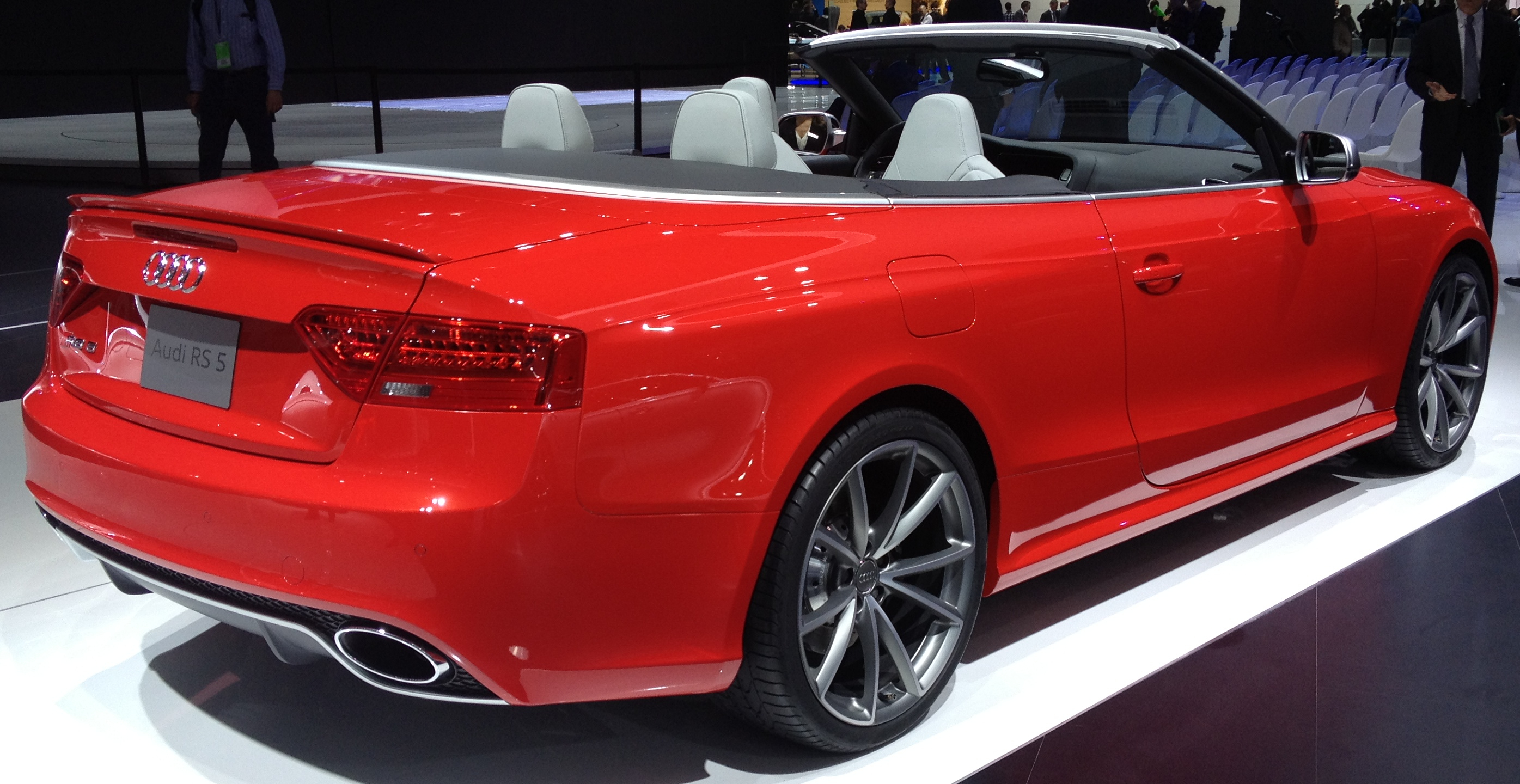
아우디 RS5 카브리올레

RS5 카브리올레는 2012 파리 모터쇼에서 공개되었다. RS5의 생산은 2015년 6월에 영구적으로 종료되었다. S5의 레이스 버전인 RS5는 운전 조건과 개인 취향에 맞게 음색을 조절할 수 있는 밸브 배기 시스템을 갖추고 있다. RS5는 자연 흡기 4.2 V8 엔진을 장착하여 444 hp (331 kW)의 출력을 낸다.
RS5 카브리올레의 인도는 2013년 초에 시작되었으며, 2013년 4월에 미국에서 판매되었다.

#### A5 DTM
코드네임 R17인 아우디 A5 DTM은 2012년부터 DTM을 위해 설계된 경주용 자동차로, 아우디 A4 DTM을 대체한다. 이 차량에는 340 kW (462 PS; 456 hp)의 V8 엔진과 새로운 6단 시퀀셜 세미자동 변속기, 스티어링 휠의 패들 시프터를 사용하는 공압식 서스펜션, 아우디 R8 LMS의 엔진 전자 장치 (보쉬 MS 5.1) 및 중앙 디스플레이, 한쿡의 더 크고 넓은 타이어, 탄소 섬유 셀 내부의 120-리터 (26 영국 gal; 32 미국 gal) 안전 연료 탱크, 더 큰 후면 날개가 포함된다. 이 프로토타입은 잉골슈타트의 아우디 스포트에서 제작되었다.
이 차량은 2011년 프랑크푸르트에서 열린 국제 모터쇼 (IAA)에서 공개되었다. A5 DTM의 호몰로게이션은 2012년 3월 1일로 예정되어 있었다.

#### 마케팅

백조 TV 광고에 사용된 '못생긴 오리 새끼'

영국에서 2012년 A5 출시의 일환으로, BBH 런던, 파크 픽처스, 더 화이트하우스, 더 밀은 한스 크리스티안 안데르센의 '못생긴 오리 새끼' 이야기를 바탕으로 한 '백조'라는 제목의 TV 광고(요아힘 백 감독)를 제작했다. 이 광고는 아우디 엔지니어 파울 야라이가 디자인한 1920년대 아우디 콘셉트카의 재해석된 차체가 조용한 바이에른 마을의 거리를 배회하는 흑백 장면을 담고 있으며, 새로운 공기 역학적 디자인에 익숙하지 않은 주민들로부터 외면당하는 모습을 보여준다. 근처 숲으로 은퇴한 '못생긴' 차는 새로운 아우디 A5로 변신하여 은유적으로 '아름다운' 흰 백조가 된다. 배경 음악으로는 대니 케이가 부른 동요 클래식 '못생긴 오리 새끼'가 사용되었다.

### 2013년 업데이트

#### A5 (2013년)
아우디 A5 스포츠백의 변경 사항에는 모든 엔진 모델에 강제 흡기와 직접 분사 적용, 표준 스톱-스타트 시스템, 3.0 TDI 콰트로 및 3.0 TFSI 콰트로에 선택 사양으로 스포츠 디퍼렌셜, 선택 사양으로 MMI 내비게이션 플러스가 포함된다.
A5 카브리올레의 변경 사항에는 선택 사양으로 목 수준 난방, 선택 사양 가죽 시트용 특수 코팅이 포함된다.

#### S5 (2013년)
스포츠백, 쿠페, 카브리올레 차체로 제공되며, 333 PS (245 kW; 328 hp)의 3.0 TFSI 엔진과 440 N·m (325 ft·lbf), 7단 S-트로닉 변속기, S 스포츠 서스펜션, 전자 제어식 쇼크 업소버, 다이내믹 스티어링, 선택 사양 아우디 드라이브 셀렉트, 18인치 알루미늄 휠을 포함한다.

#### RS 5 쿠페, RS 5 카브리올레
쿠페 및 카브리올레 차체로 제공되며, 450 PS (331 kW; 444 hp)의 4.2 FSI 엔진과 500 N·m (369 ft·lbf), 7단 S-트로닉 변속기, 크라운 기어 중앙 차동 장치 및 토크 벡터링이 있는 콰트로 상시 4륜 구동 시스템 (스포츠 디퍼렌셜 후륜 액슬 선택 사양), 20 mm (0.79 in) 낮은 차체, 전기 기계식 파워 스티어링, 전용 19인치 단조 알로이 휠, 탄소 섬유-세라믹 브레이크 디스크 선택 사양, 아우디 드라이브 셀렉트 다이내믹스 시스템, 다이내믹 라이드 컨트롤 (DRC)이 적용된 RS 스포츠 서스펜션 선택 사양이 특징인 A5 모델이다.

### 소송
아우디는 2009년부터 2011년까지 모델의 엔진에서 오일 소모 문제에 직면했다. 스위스에서도 200명 이상의 자동차 소유주가 영향을 받았다. 스위스에서는 100,000 킬로미터 (62,000 mi) 미만이고 5년 미만인 차량의 경우 아우디가 하드웨어 교체 비용을 전액 부담한다. 차량이 100,000 and 200,000 킬로미터 (62,000 and 124,000 mi) 사이이고 5년 미만인 경우, 아우디는 하드웨어 비용은 전액 부담하지만 작업 비용은 절반만 부담한다.

## 2세대 (2016년)

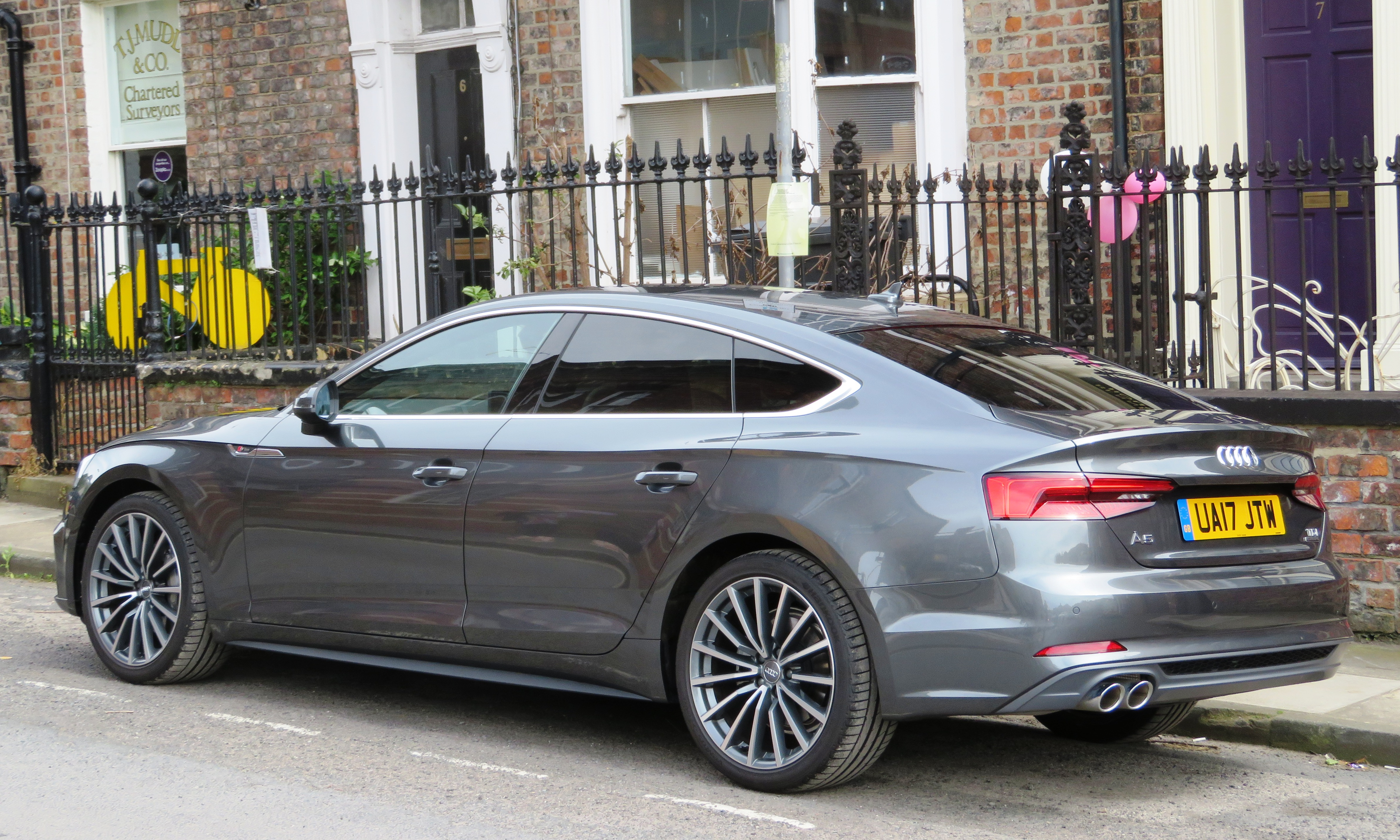
아우디 A5 스포츠백 3.0 TDI 콰트로 (영국)

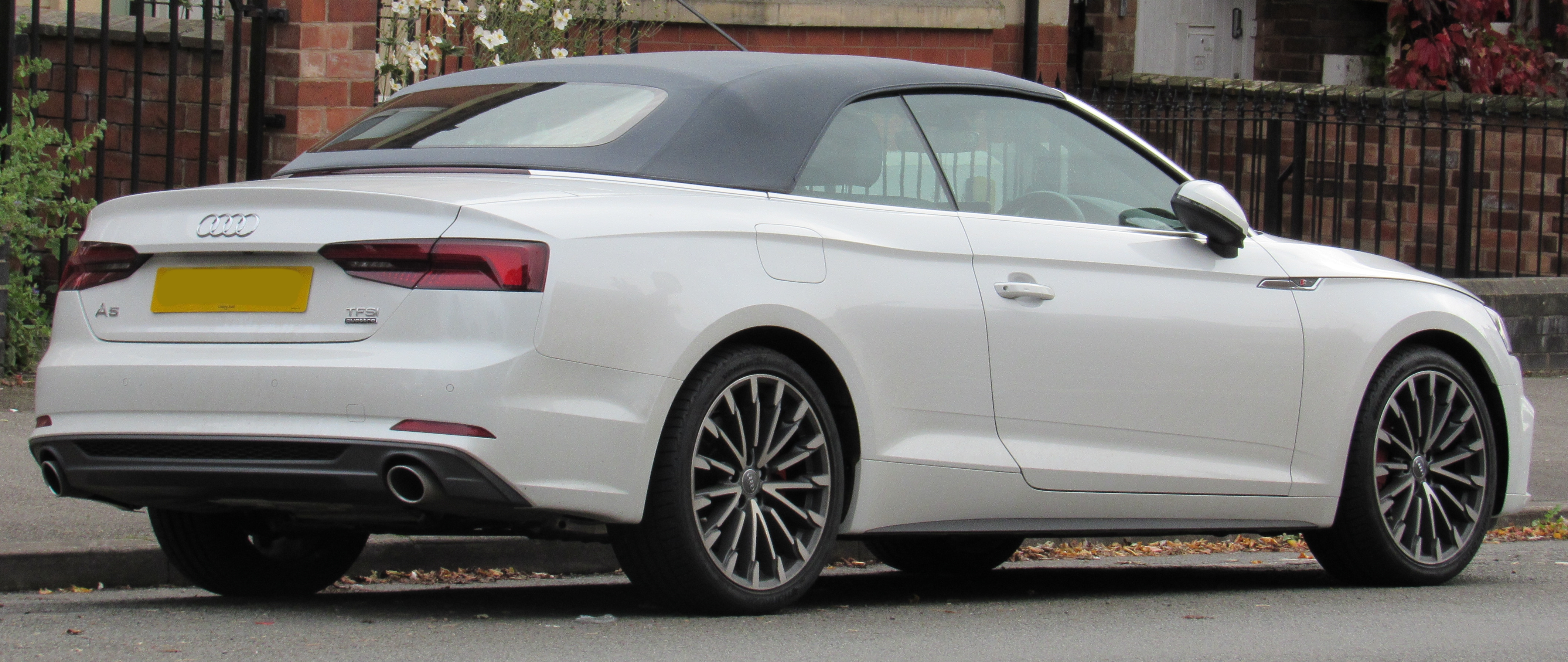
아우디 A5 카브리올레 2.0 S 라인 콰트로 (영국)

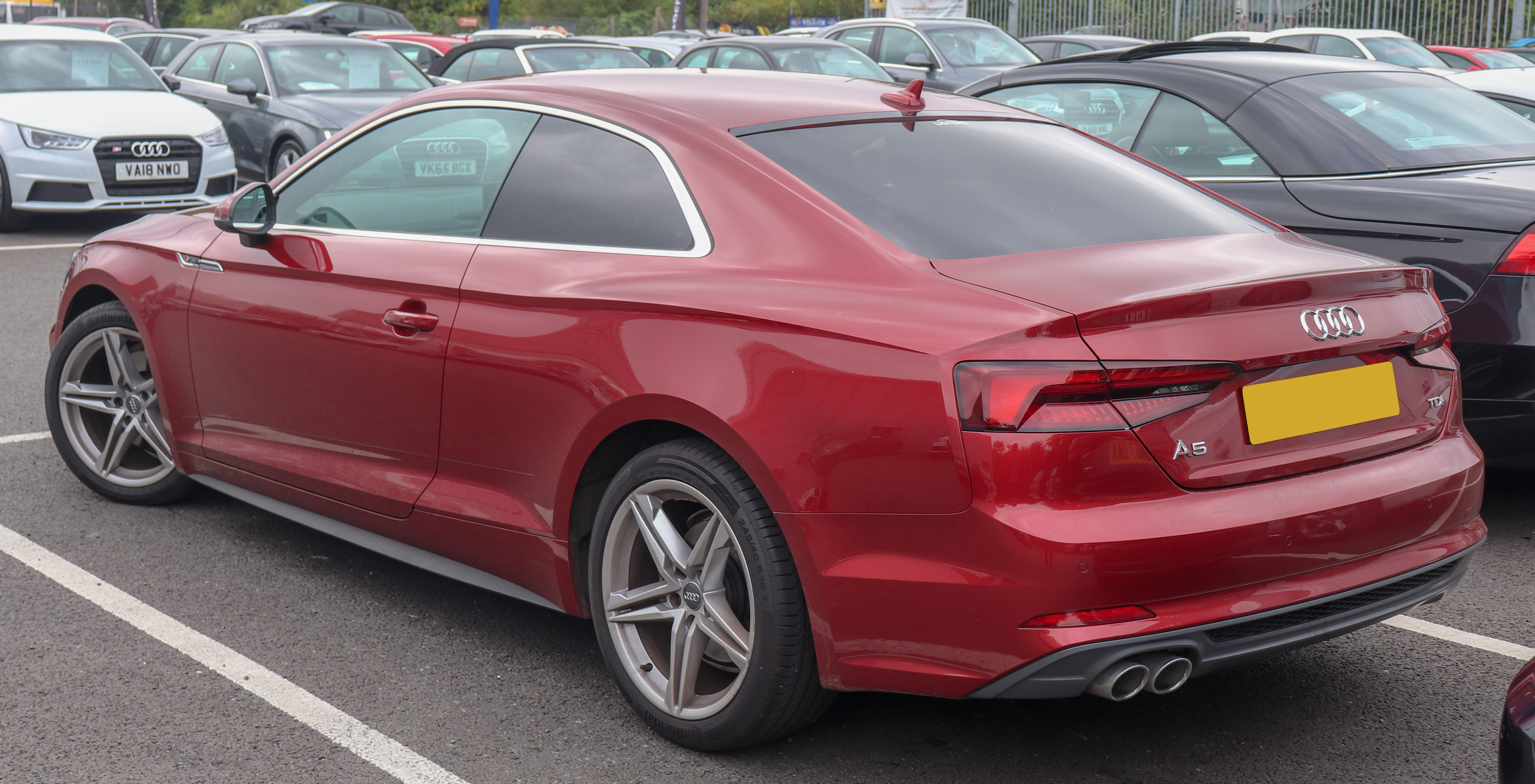
아우디 A5 쿠페 S-라인 TDi (영국)

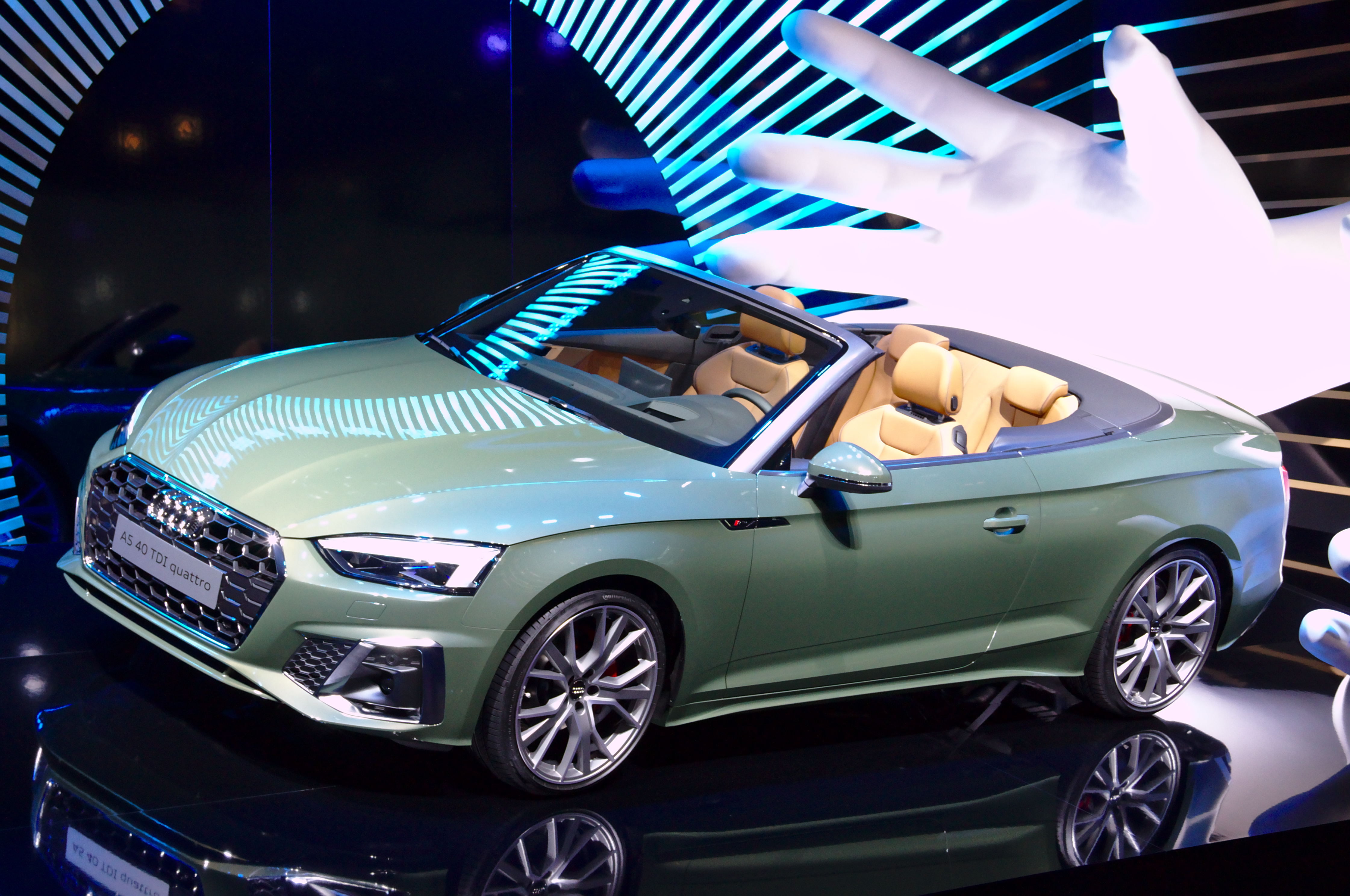
아우디 A5 카브리올레 페이스리프트 (독일)

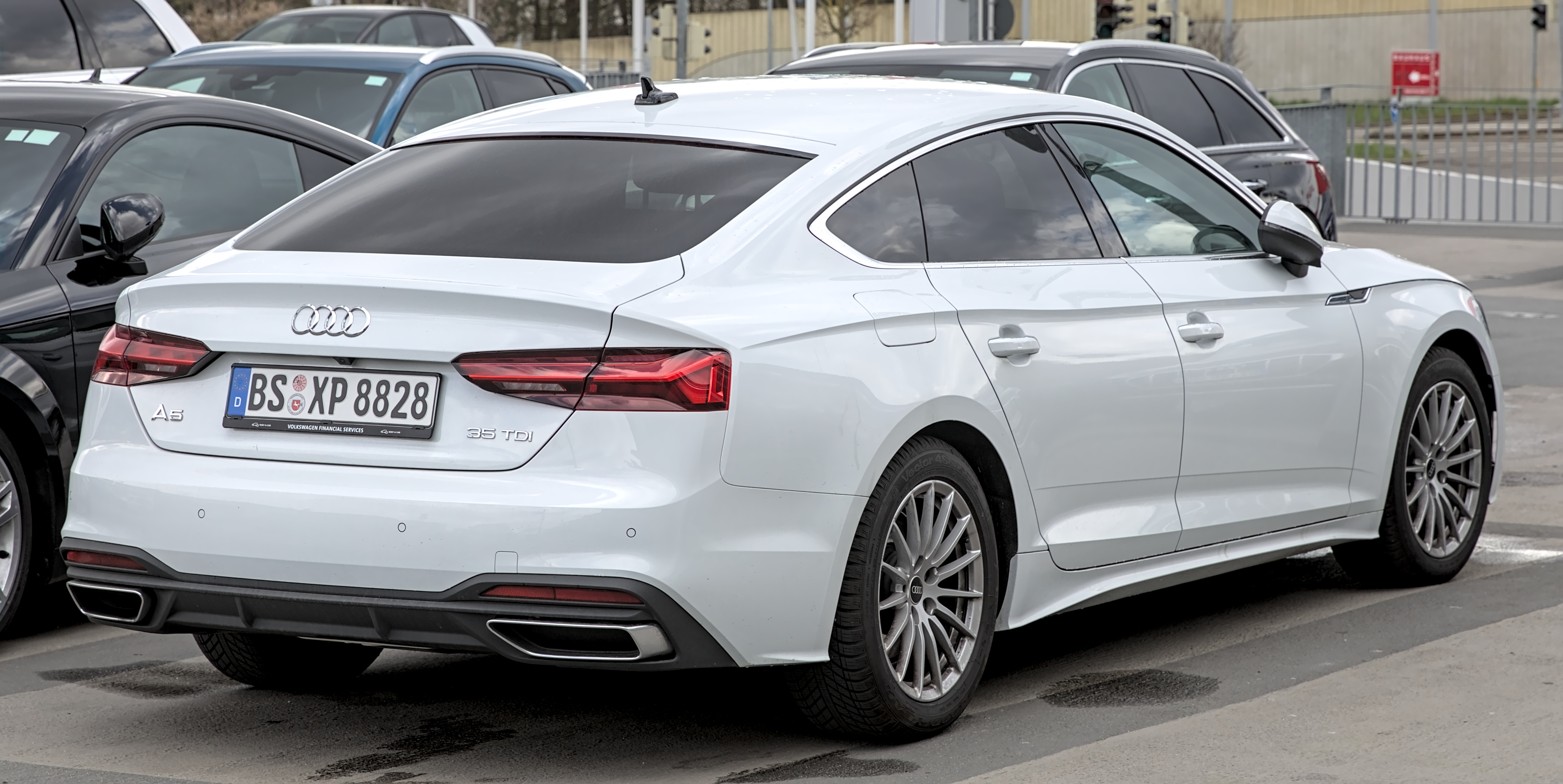
아우디 A5 스포츠백 페이스리프트 (독일)

9세대 폭스바겐 그룹 MLB 플랫폼을 기반으로 한 2세대 A5 및 S5 쿠페는 2016년 6월 2일에 공개되었다. A5에는 2가지 가솔린 엔진과 2가지 디젤 엔진이 제공된다. 가솔린 엔진은 2.0리터 TFSI로 140 kW (190 PS; 188 hp) 또는 185 kW (252 PS; 248 hp) 중 선택할 수 있으며, 디젤 엔진은 2.0 TDI 및 3.0 TDI로, 140 kW (190 PS; 188 hp) 또는 210 kW (286 PS; 282 hp) 중 선택할 수 있다. 모든 2.0리터 파워트레인은 6단 수동 변속기(일부 국가에서만) 또는 7/8단 S-트로닉/팁트로닉과 페어링할 수 있으며, 이는 3.0 TDI에 표준으로 적용된다. A5는 비행기 조종석에서 영감을 받은 스티어링 휠 뒤의 끝까지 이어지는 디스플레이인 버추얼 콕핏 계기판을 특징으로 한다. A5의 공장 옵션은 알루미늄 라인이 있는 스포티한 전면 범퍼, 후면 범퍼의 디퓨저, 전면 펜더 및 측면 패널의 S 라인 배지로 구성된 S 라인 패키지이다.
A5 및 S5 스포츠백은 2016년 9월 8일에 공개되었다. 이들은 각각 A5 및 S5 쿠페와 동일한 엔진으로 구동된다.
A5 및 S5 카브리올레는 2016년 11월 3일에 공개되었다.

### S5

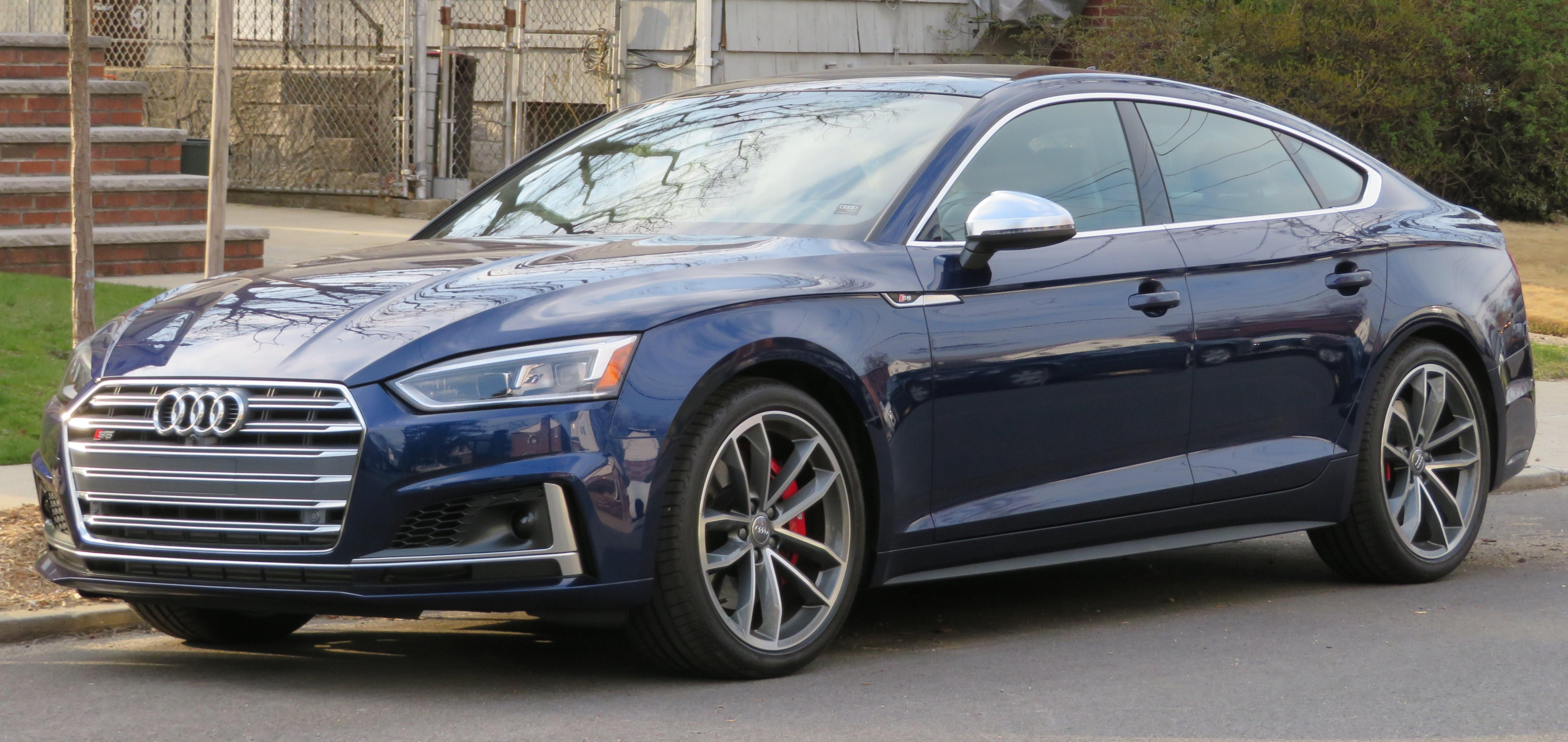
아우디 S5 스포츠백 콰트로 (미국)

S5는 8단 자동변속기와 결합된 354 PS (260 kW; 354 PS; 349 hp)%s의 터보차지 3.0리터 TFSI 엔진으로 구동된다. 실내에는 다이아몬드형 스티칭이 있는 표준 앞 버킷 시트와 S 배지가 있는 평평한 하단 스티어링 휠이 있다.

### RS5

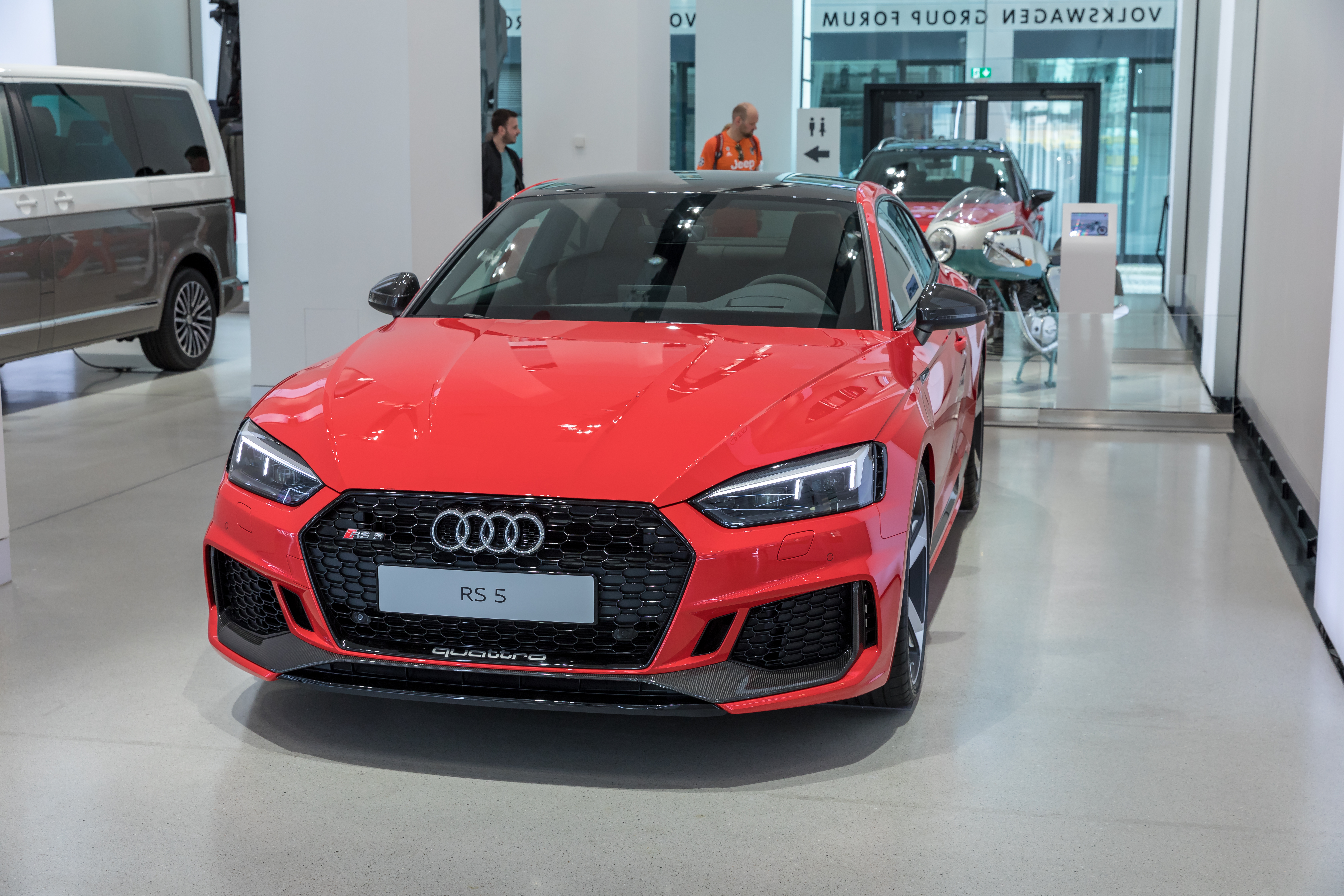
미사노 레드로 마감된 2018년형 아우디 RS5 쿠페

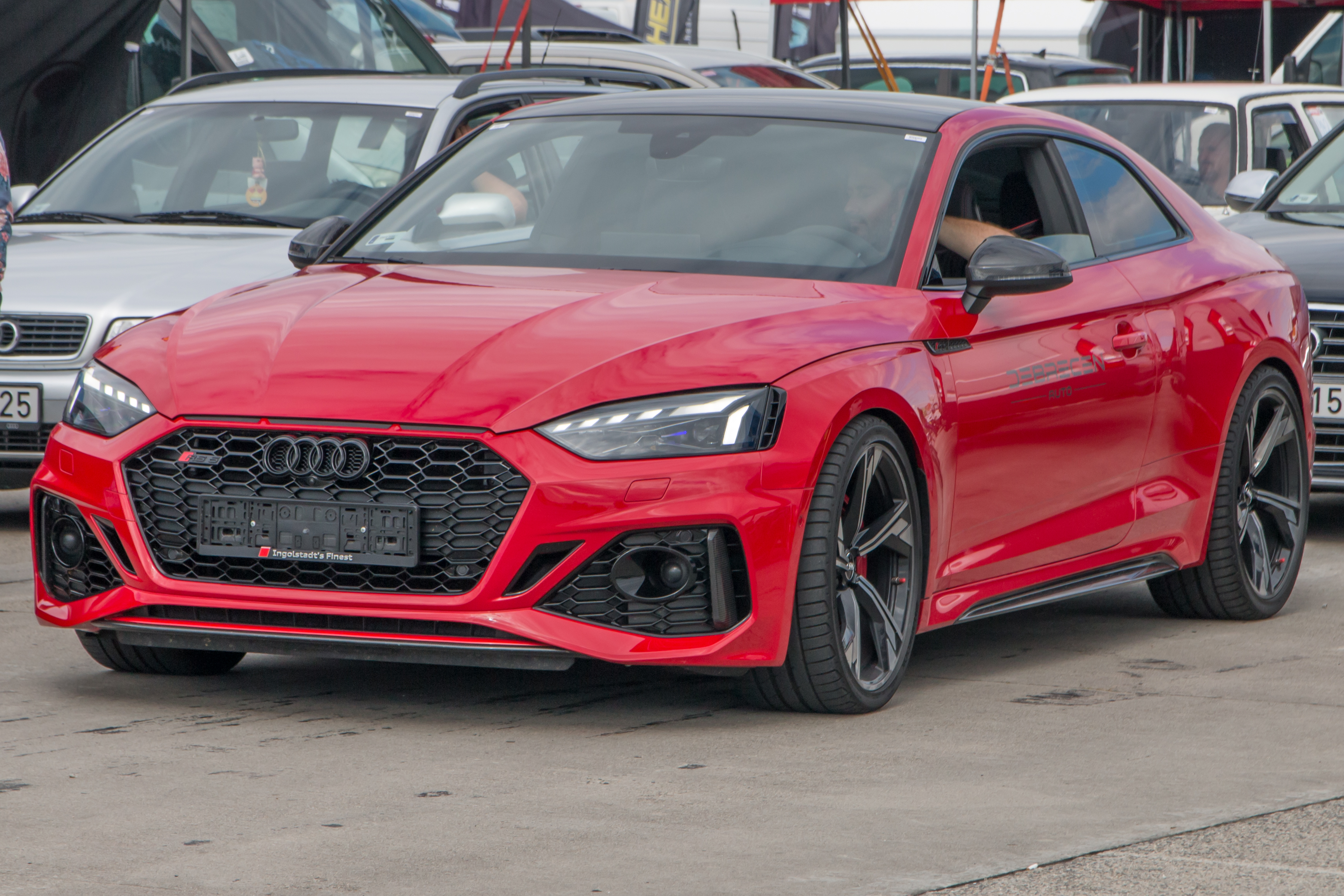
아우디 RS5 (전면)

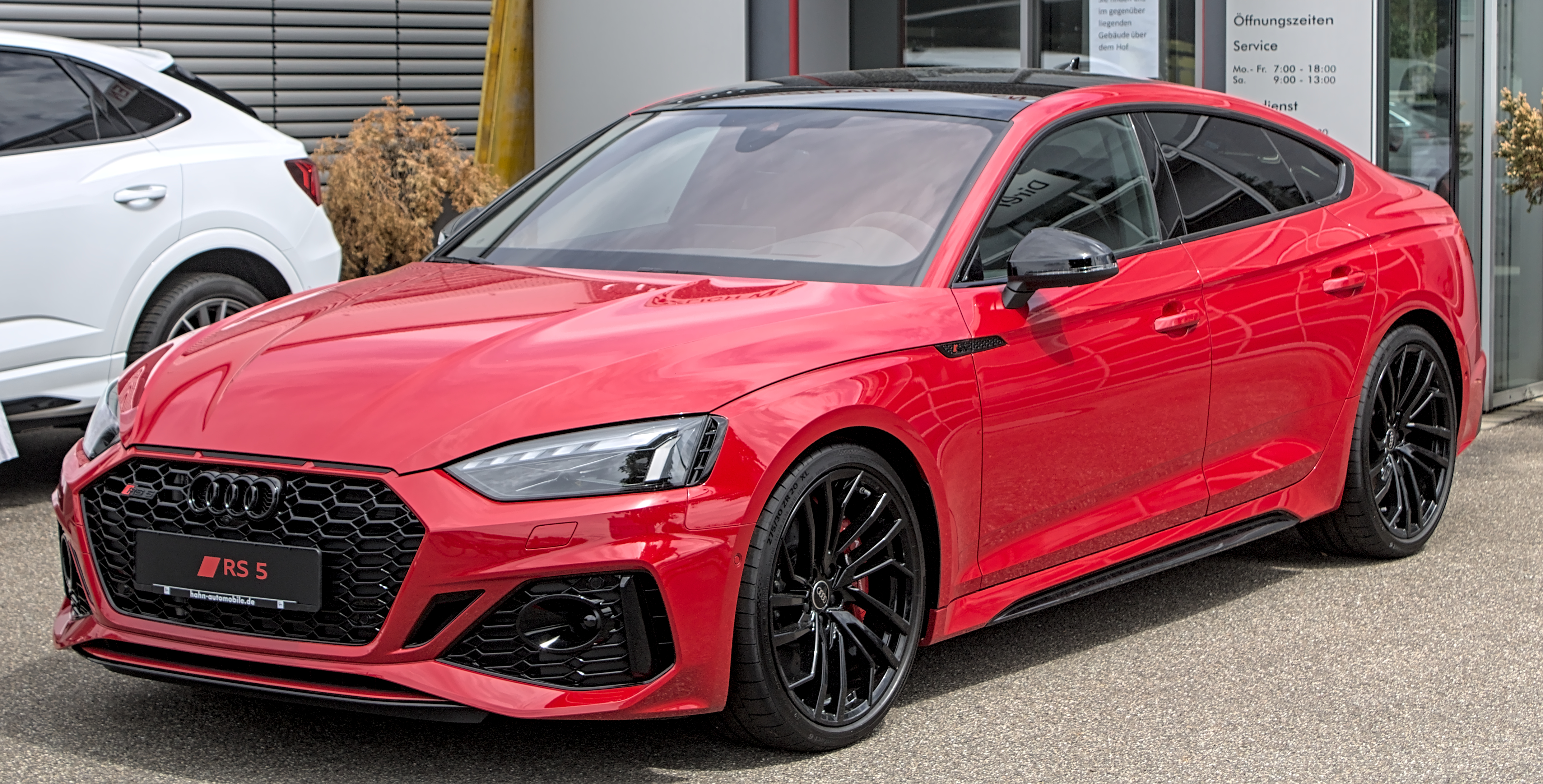
아우디 RS5 스포츠백 (페이스리프트)

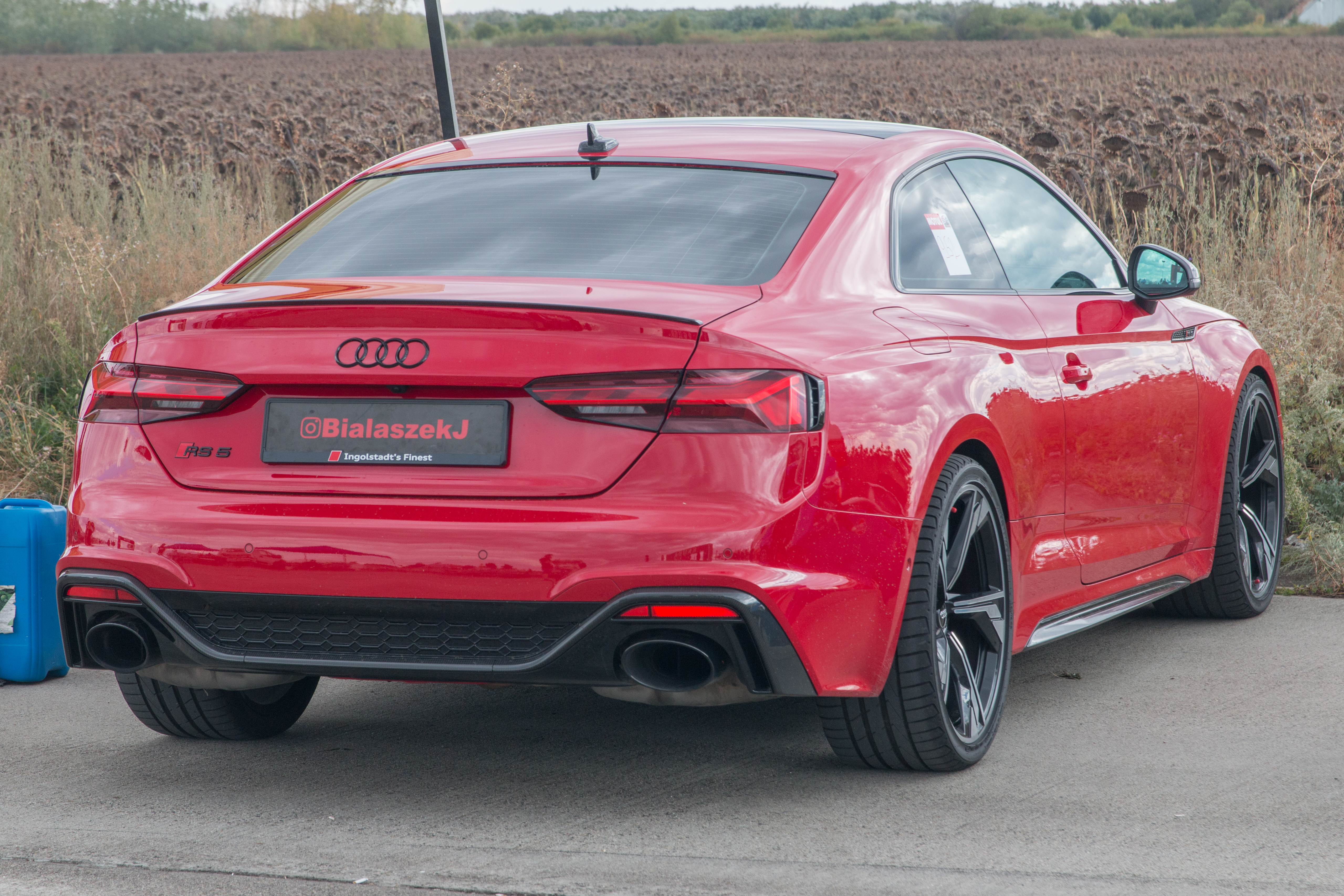
아우디 RS5 (후면)

RS 5 쿠페는 파나메라 4S에도 사용되는 450 PS (331 kW; 450 PS; 444 hp)%s 및 600 N·m (443 lb·ft)의 토크를 생산하는 2.9리터 TFSI V6 트윈 터보 엔진으로 구동된다. 이전 모델보다 60 kg (132 lb) 가볍다. 콰트로 시스템에 8단 자동변속기를 통해 동력이 전달된다. RS 5는 정지 상태에서 0–100 km/h (0–62 mph)까지 3.9초 만에 가속하며, 최고 속도는 280 km/h (174 mph)이다. 또한 벌집 모양 그릴, 더 넓은 펜더, 그리고 A5 및 S5보다 더 큰 개구부를 가진 공격적인 스타일의 전면 범퍼가 특징이다.
추가 개발로는 아우디 스포트의 다이내믹 라이드 컨트롤 시스템과 결합된 5링크 전후방 서스펜션을 특징으로 하는 새로운 섀시가 가변 댐핑 제어를 제공한다. 기타 옵션으로는 탄소 섬유 엔진 커버와 세라믹 전면 브레이크가 포함된다.
RS 5 스포츠백은 2018 뉴욕 오토쇼에서 공개되었다.
RS 5 페이스리프트는 2019년 12월 10일에 공개되었다.
스페셜 에디션
팬서 에디션
아우디 오브 아메리카 제품 기획자 앤서니 가비스는 2019년 후반에 100대 한정판 "팬서 에디션" RS5(스포츠백 75대, 쿠페 25대)를 디자인한 것으로 알려져 있다. 팬서 에디션 패키지는 13,800달러에 판매되었으며, 팬서 블랙 크리스탈 효과 페인트, 알칸타라 평면 하단 스티어링 휠, 20인치 5-트윈 스포크 엣지 디자인 휠, 시트, 스티어링 휠, 안전벨트의 크레센도 레드 스티칭 등 여러 독점 옵션이 포함되었다.

## 3세대 (2024년)
2024년 7월 16일, 아우디는 전기차에는 짝수를, 내연기관차에는 홀수를 배정하는 새로운 전략의 일환으로 A4/S4 세단 및 아반트를 3세대 A5/S5로 대체했다.
3세대 라인업에서는 쿠페 또는 컨버터블 모델이 더 이상 제공되지 않는다. 세단은 리프트백이 장착되어 이전 세대의 A4 세단과 A5 스포츠백을 모두 대체한다. '아반트' 왜건은 여전히 제공된다. A5는 2024년 7월부터 주문이 가능했으며, 유럽 국가에서는 2024년 11월부터 인도가 시작되었다.
A5 B10은 프리미엄 플랫폼 연소 (PPC)를 기반으로 한 최초의 모델이다. PPC 및 PPE를 기반으로 하는 다른 모든 차량과 마찬가지로 폭스바겐 자회사 Cariad가 개발한 E3 1.2 소프트웨어 플랫폼을 사용한다.
리프트백 모델은 기울어진 루프 라인을 가진 쿠페의 스타일링 특징을 가지고 있으며, 테일게이트 디자인은 브랜드의 스포츠백 모델을 연상시킨다. 아반트 모델은 후면 창으로 이어지는 통합 루프 스포일러와 기울어진 D-필러가 있는 루프 라인을 가지고 있다. 전면에는 아우디 스포트에서 파생된 3D 벌집 구조의 넓은 싱글 프레임 그릴이 있다. 측면에는 콰트로 4륜 구동 시스템을 연상시키고 아우디 우르-포에서 영감을 받은 뚜렷한 휠 아치가 있다. 후면에는 라이트 클러스터를 매끄럽게 연결하는 라이트 바가 있으며, 하단 부분에는 직사각형 배기 파이프가 있다.
외장 조명의 경우 헤드라이트는 LED 주간 주행등을 특징으로 하며, 후미등은 아우디의 2세대 OLED 기술을 특징으로 한다. OLED 후미등 클러스터는 차-대-X 상호 작용을 가능하게 하고 뒤의 도로 사용자에게 경고를 보내는 통신 조명으로도 사용된다. 전면 및 후면 조명은 차량 잠금 해제 및 이탈 시 동적 조명 효과를 가지며, 선택 사양으로 디지털 조명 시그니처를 제공한다.
아우디에 따르면, A5의 인테리어 디자인은 '인간 중심' 디자인, '디지털 스테이지', '소재 중심 디자인', '시각적 명료성'이라는 네 가지 핵심 특성을 기반으로 한다. 아우디 MMI 파노라마 디스플레이는 곡선형 디자인이며 OLED 기술을 사용한다. 이는 11.9인치 아우디 버추얼 콕핏 디지털 게이지 클러스터, 14.5인치 MMI 터치스크린 인포테인먼트 시스템, 그리고 선택 사양으로 10.9인치 MMI 앞좌석 승객 디스플레이로 구성된다. A5는 구성 가능한 헤드업 디스플레이를 사용할 수 있으며, 처음으로 운전자는 헤드업 디스플레이를 통해 인포테인먼트 및 기타 차량 기능을 제어할 수 있다.

### A5L 및 A5L 스포츠백
A5L은 중국 전용 롱 휠베이스 세단 모델로, FAW-아우디가 2024년 11월 15일 광저우 국제 모터쇼 2024에서 공개했다. 노치백 스타일의 후면을 가지며, 길이는 모듈:Convert 282번째 줄에서 Lua 오류: attempt to index local 'cat' (a nil value)., 휠베이스는 모듈:Convert 282번째 줄에서 Lua 오류: attempt to index local 'cat' (a nil value).로, 표준 모델보다 각각 모듈:Convert 282번째 줄에서 Lua 오류: attempt to index local 'cat' (a nil value). 및 모듈:Convert 282번째 줄에서 Lua 오류: attempt to index local 'cat' (a nil value). 증가했다.
A5L 스포츠백은 SAIC-아우디가 상하이 국제 모터쇼 2025에서 2025년 4월 23일 출시했다. 표준 버전의 쿠페 형태를 유지하며, 폭은 모듈:Convert 282번째 줄에서 Lua 오류: attempt to index local 'cat' (a nil value)., 높이는 모듈:Convert 282번째 줄에서 Lua 오류: attempt to index local 'cat' (a nil value)., 길이는 모듈:Convert 282번째 줄에서 Lua 오류: attempt to index local 'cat' (a nil value)., 휠베이스는 모듈:Convert 282번째 줄에서 Lua 오류: attempt to index local 'cat' (a nil value).이며, 휠베이스는 이전 세대보다 각각 모듈:Convert 282번째 줄에서 Lua 오류: attempt to index local 'cat' (a nil value). 및 모듈:Convert 282번째 줄에서 Lua 오류: attempt to index local 'cat' (a nil value). 증가하여, 이전 세대보다 늘어난 길이는 줄어들었다. 원래 디자이너 야콥 히르첼이 작업한 더 공격적인 스포츠 그릴과 측면 덕트를 제외하고는 스타일링이 비슷하다. 또한 아우디 독일 엔지니어들이 유럽 시장용 튜닝에 더 가까운 결과를 얻기 위해 서스펜션 튜닝을 했다.

두 모델 모두 화웨이 ADS 시스템을 특징으로 하며, 2개의 LiDAR, 6개의 mmWave 레이더, 11개의 카메라, 12개의 초음파 센서로 구성된 31개 센서 제품군이 장착되어 있다. 두 모델 모두 2.0리터 모듈:Convert 282번째 줄에서 Lua 오류: attempt to index local 'cat' (a nil value). EA888 엔진과 트윈 모터 48V 시스템을 다른 시장과 동일하게 사용할 수 있으며, FAW‑아우디 버전은 모듈:Convert 282번째 줄에서 Lua 오류: attempt to index local 'cat' (a nil value). 엔진 튜닝이 적용된 앞바퀴 구동으로도 사용할 수 있다.

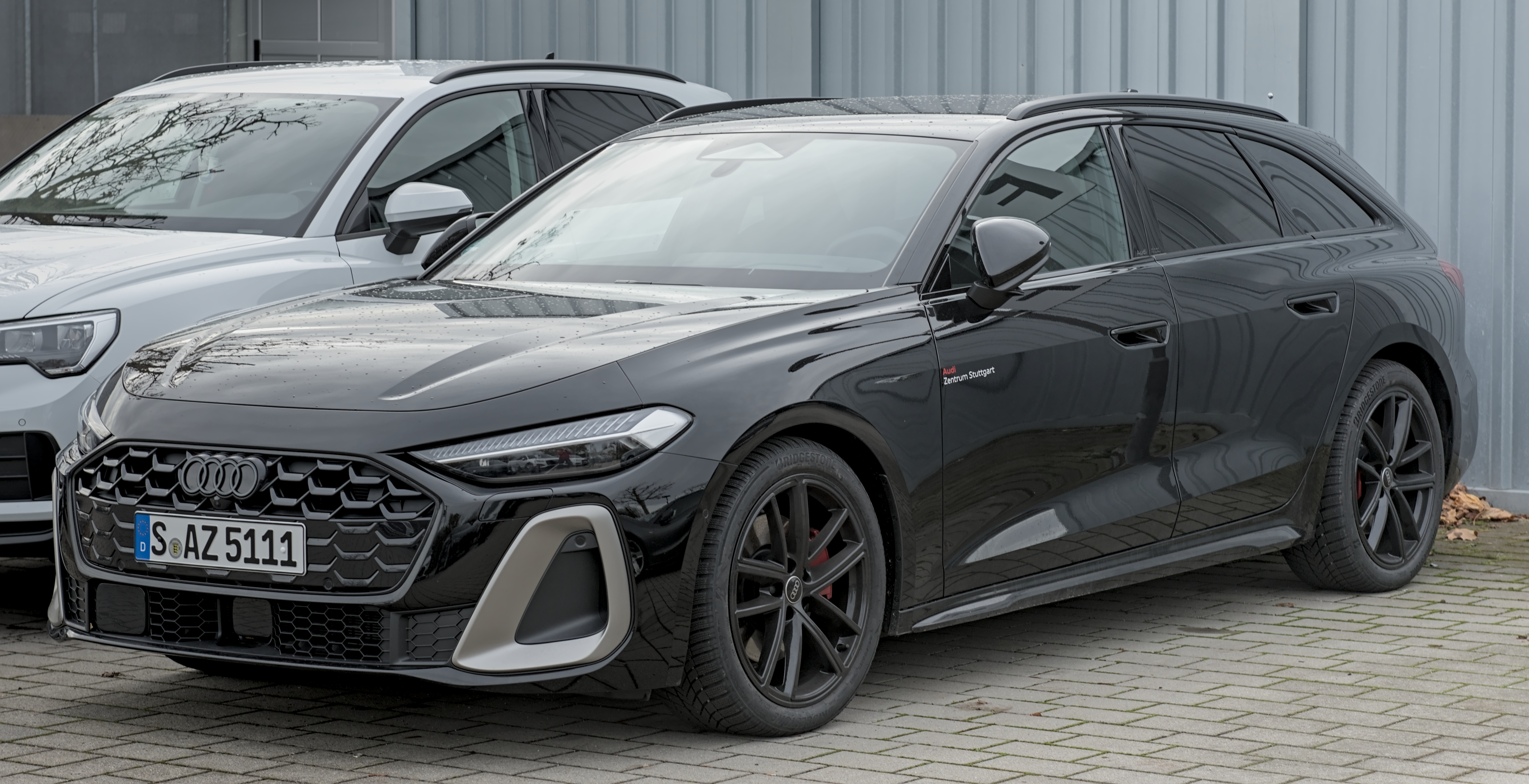
아우디 A5 아반트
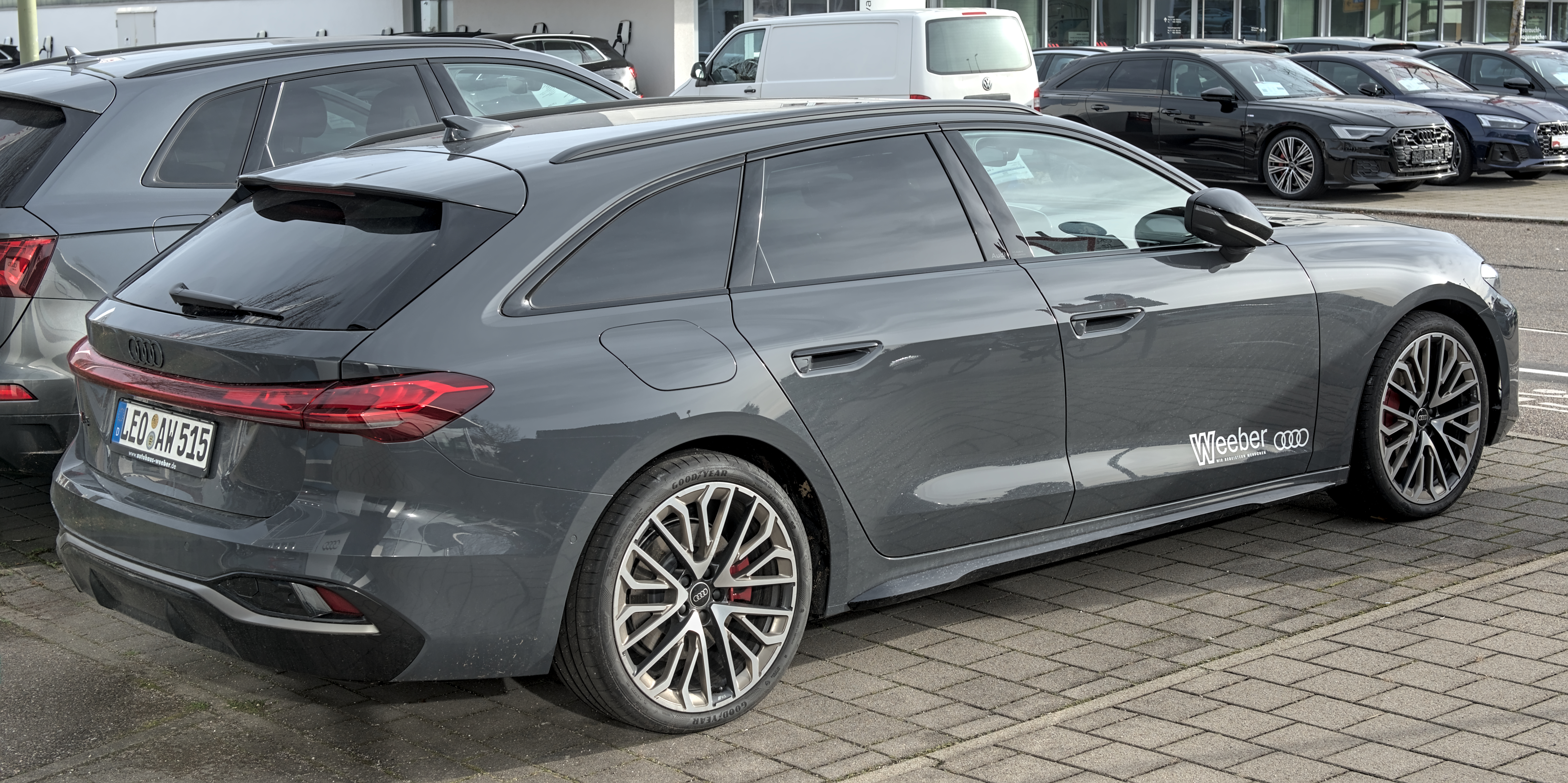
아우디 A5 아반트 후면

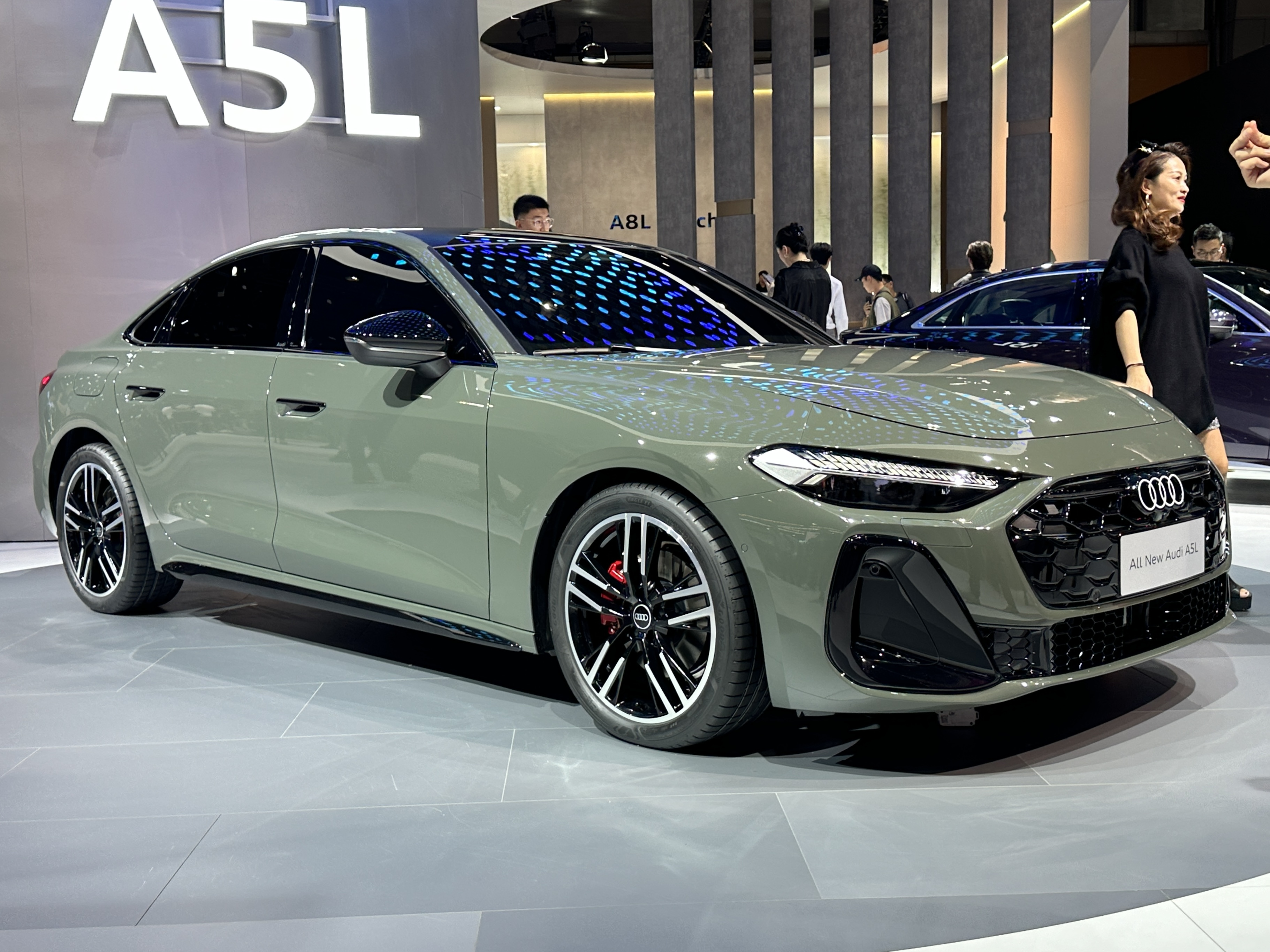
아우디 A5L (세단)
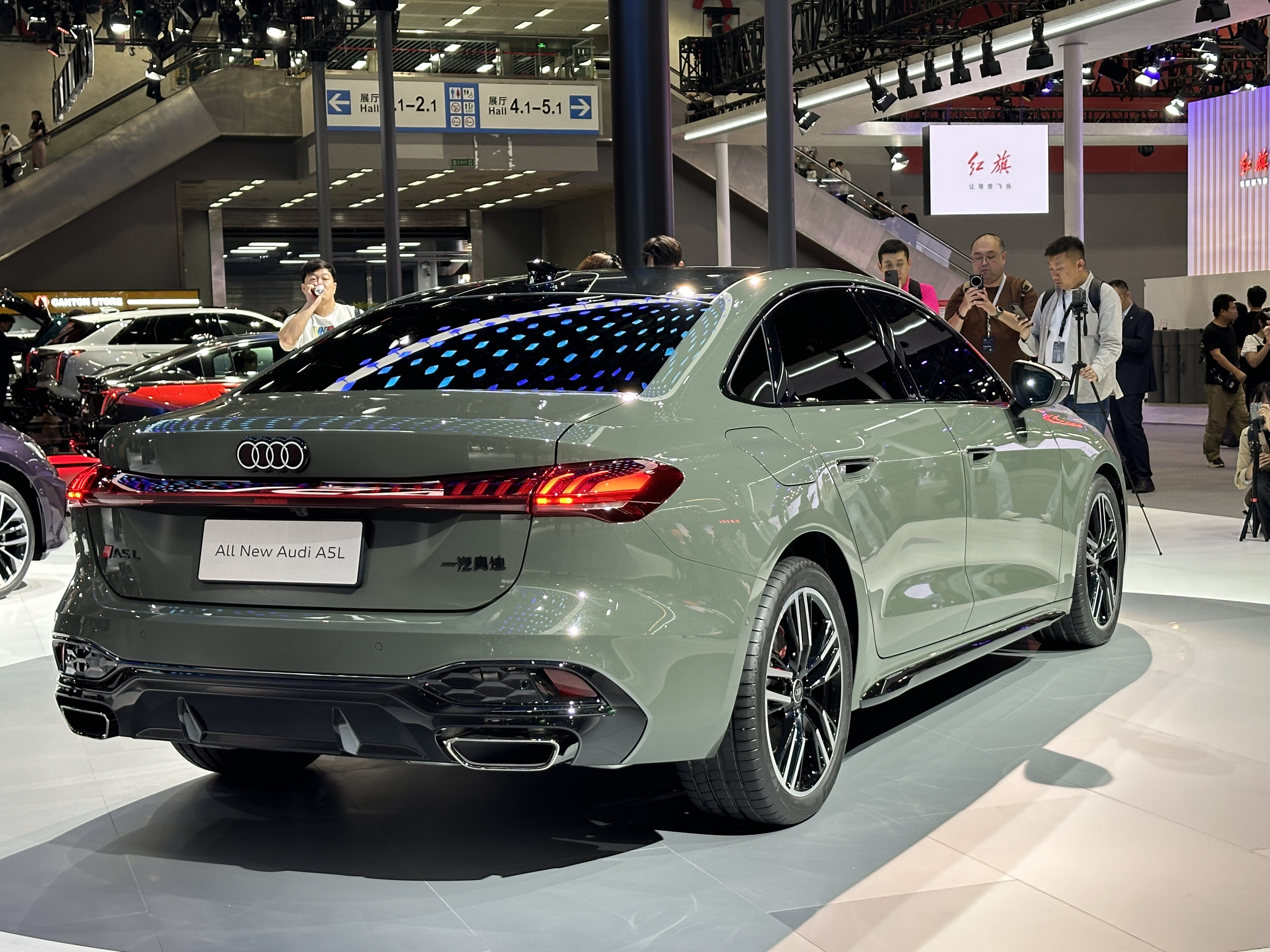
아우디 A5L (세단) 후면
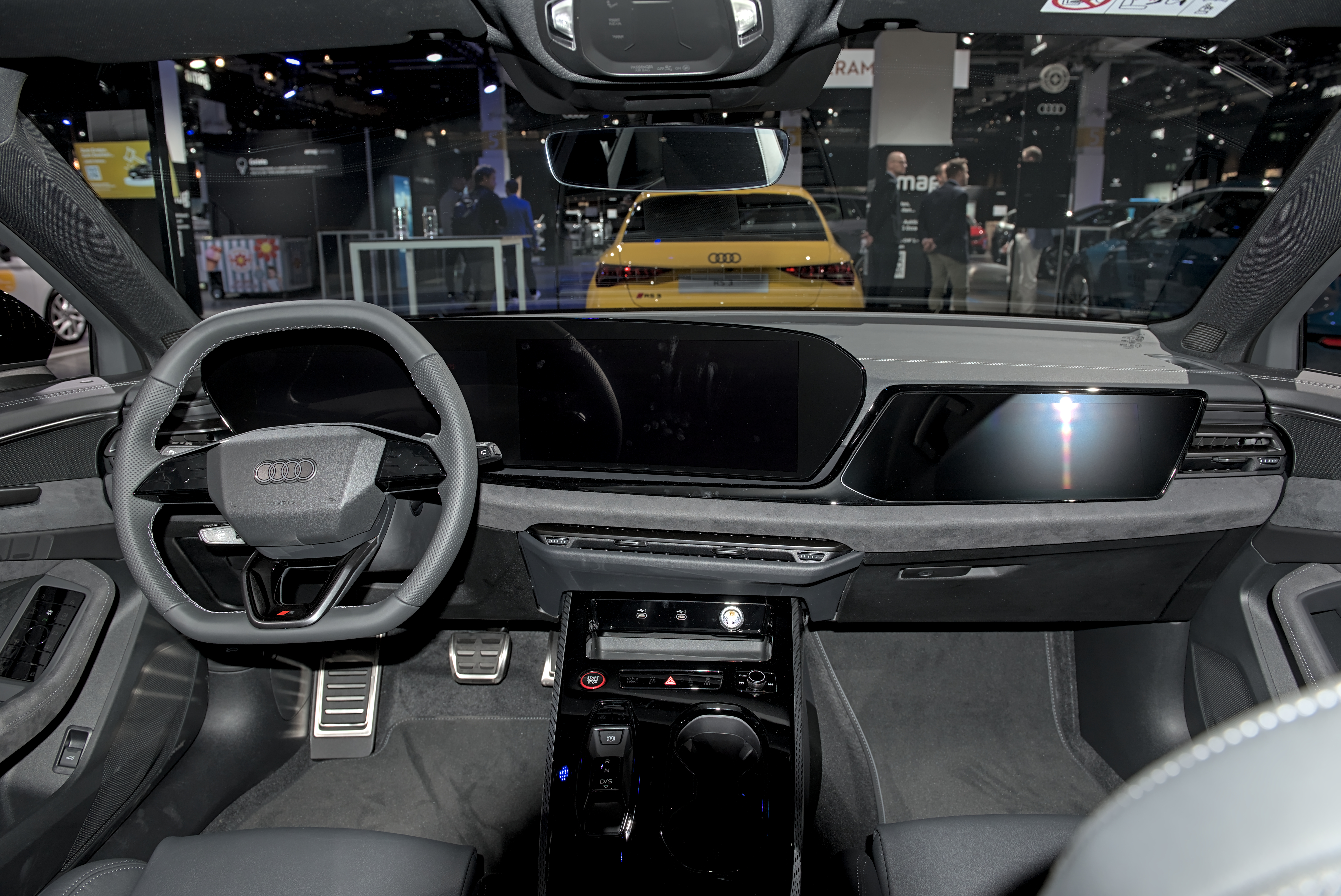
인테리어

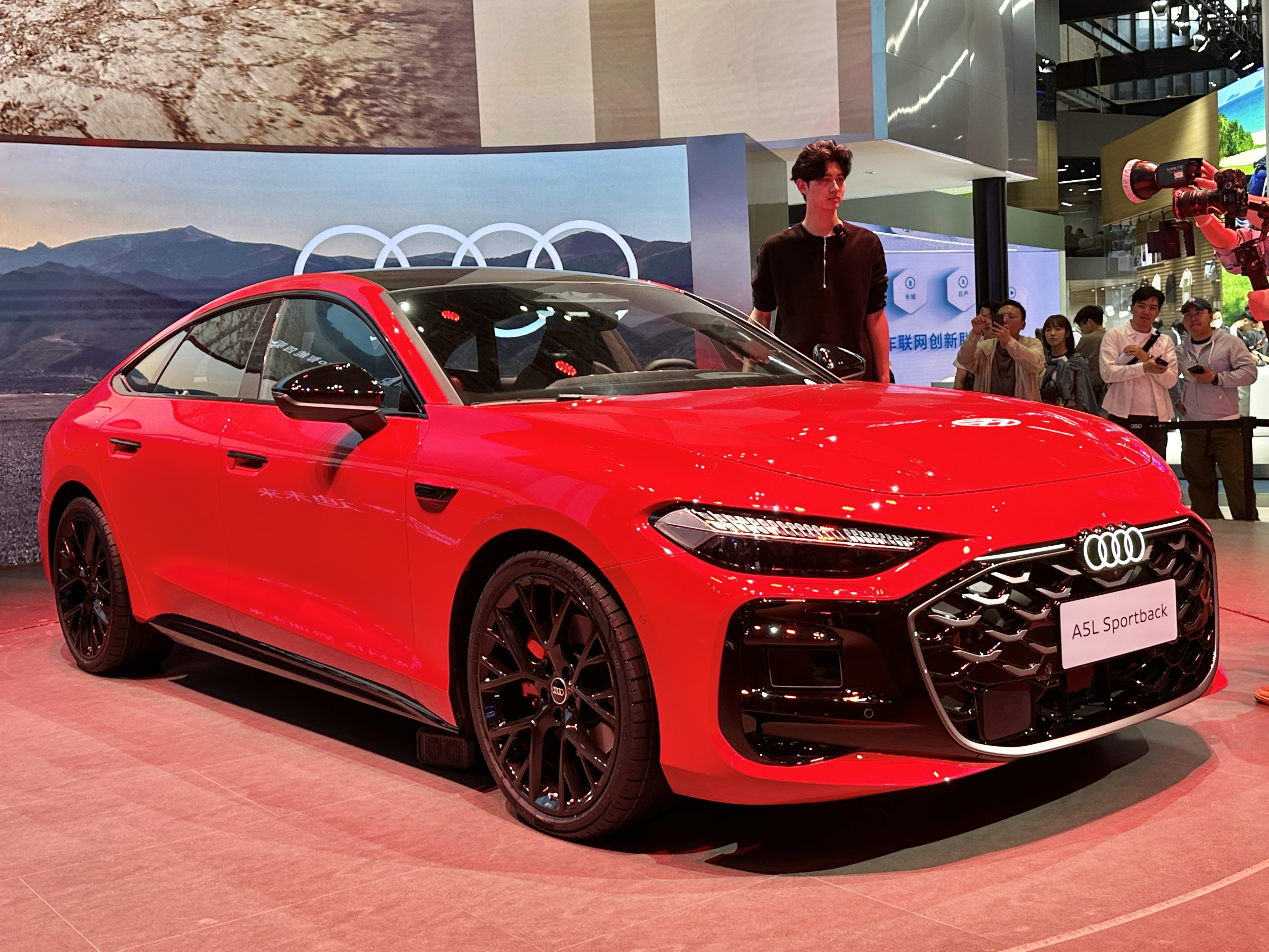
아우디 A5L (스포츠백)
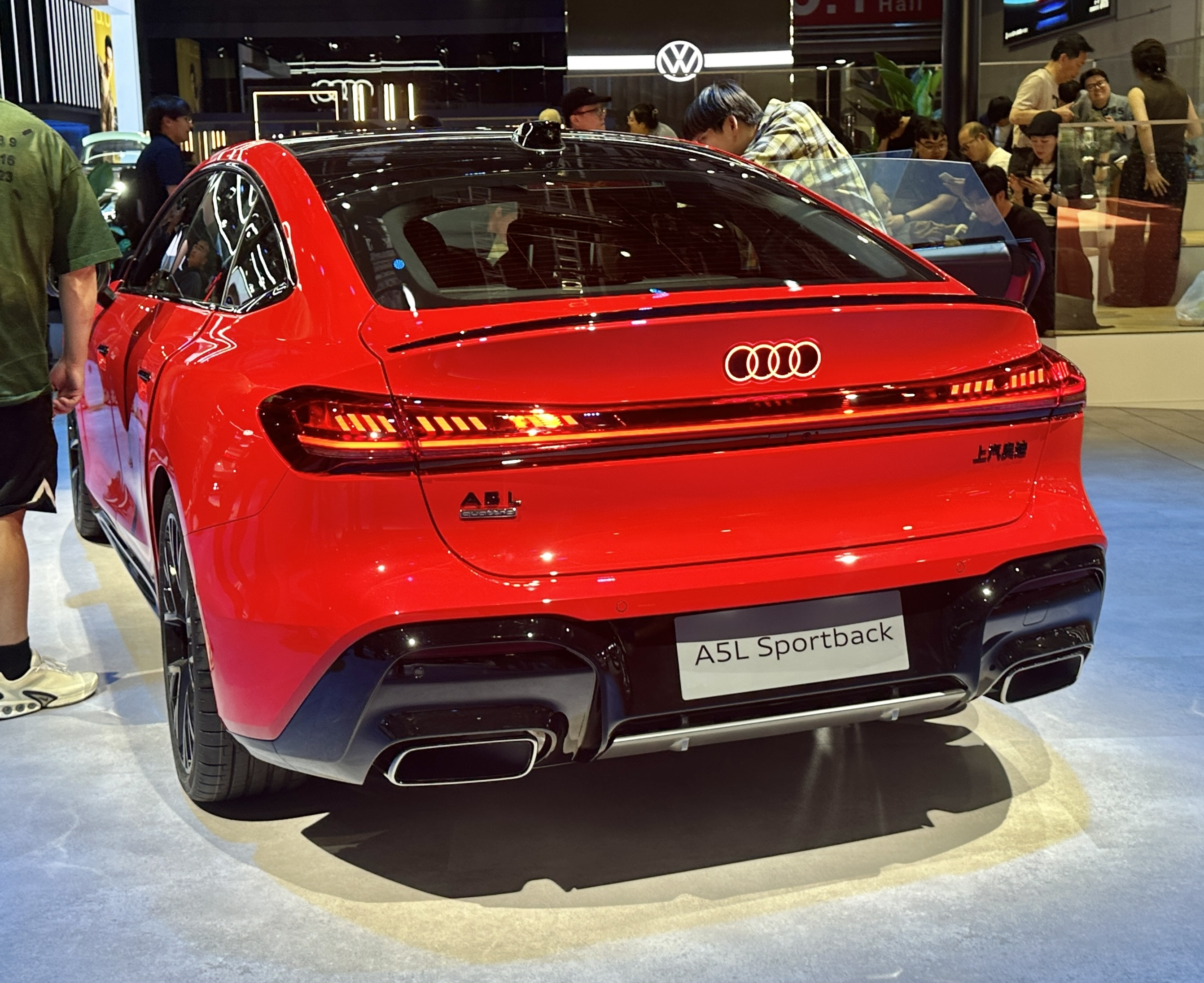
아우디 A5L (스포츠백) 후면

### 엔진
사용되는 엔진은 EA888 시리즈의 2.0리터 직렬 4기통 가솔린 엔진, EA839 시리즈의 3.0리터 V6 가솔린 엔진, EA288 evo 시리즈의 2리터 직렬 4기통 디젤 엔진이다. 이전 모델과 달리 수동 변속기는 더 이상 제공되지 않는다. 이전 세대와 달리 가짜 배기구 커버 대신 실제 배기구가 장착되어 고객의 피드백을 반영했다. A5 B10은 아우디의 첨단 2세대 마일드 하이브리드인 'MHEV 플러스 기술'을 사용하는 최초의 모델 시리즈이다. 기존의 벨트 스타터 제너레이터 외에 통합 전력 전자가 있는 새로운 파워트레인 제너레이터가 변속기 출력 샤프트에 배치된다. 48볼트 배터리와 결합하여 24 PS (18 kW; 24 hp)의 출력과 230 N·m (170 lb·ft)의 토크로 부분 전기 주행이 가능하다. 파워트레인 제너레이터는 회생 제동을 통해 최대 25kW의 에너지를 배터리로 회수한다. 배터리는 후방 차축 위에 위치하며 별도의 냉각 회로를 가지고 있다. 전반적으로 이 시스템은 연료 효율성을 높이도록 설계되었다.
2025년 3월, e-하이브리드로 판매되는 플러그인 하이브리드 (PHEV) 파워트레인이 두 가지 출력으로 도입되었다. 플러그인 하이브리드 파워트레인은 EA888 시리즈의 2.0 TFSI 엔진을 사용하며, 252 PS (185 kW; 249 hp)의 출력을 내는 전기 모터와 결합된다. 25.9 kWh 리튬 이온 배터리는 후방 차축 위에 위치하며 최대 11kW의 AC 충전 전력을 제공하며 0%에서 100%까지 충전하는 데 2.5시간밖에 걸리지 않는다. e-하이브리드 모델은 EV와 하이브리드의 두 가지 주행 모드를 사용할 수 있다. 두 가지 주행 모드 외에도 디지털 슬라이더를 사용하여 원하는 충전 수준을 개별적으로 선택할 수 있다. e-하이브리드 모델은 운전자의 목적지까지 배터리 충전량을 활용하기 위해 회생 제동 시 전기 동력으로 작동한다. 이 기능이 활성화되면 차량은 내비게이션 시스템에 저장된 경로 데이터를 기반으로 에너지를 자동으로 회수하며, 활성 경로 안내 없이도 에너지를 자동으로 회수할 수 있다.
| 가솔린 엔진                     | 가솔린 엔진 | 가솔린 엔진      | 가솔린 엔진             | 가솔린 엔진         | 가솔린 엔진        | 가솔린 엔진        | 가솔린 엔진           | 가솔린 엔진           |
| 모델                            | 코드네임    | 엔진             | 출력                    | 토크                | 최고 속도          | 최고 속도          | 0–100 km/h (0–62 mph) | 0–100 km/h (0–62 mph) |
| 모델                            | 코드네임    | 엔진             | 출력                    | 토크                | 세단               | 아반트             | 세단                  | 아반트                |
| ------------------------------- | ----------- | ---------------- | ----------------------- | ------------------- | ------------------ | ------------------ | --------------------- | --------------------- |
| 2.0 TFSI                        | VW EA888    | 2.0 L (1,984 cc) | 150 PS (110 kW; 148 hp) | 280 N·m (207 lb·ft) | 216 km/h (134 mph) | 214 km/h (133 mph) | 9.8초                 | 9.8초                 |
| 2.0 TFSI                        | VW EA888    | 2.0 L (1,984 cc) | 204 PS (150 kW; 201 hp) | 340 N·m (251 lb·ft) | 248 km/h (154 mph) | 245 km/h (152 mph) | 7.8초                 | 7.8초                 |
| 2.0 TFSI 콰트로                 | VW EA888    | 2.0 L (1,984 cc) | 204 PS (150 kW; 201 hp) | 340 N·m (251 lb·ft) | 245 km/h (152 mph) | 242 km/h (150 mph) | 7.6초                 | 7.6초                 |
| S5 3.0 V6 TFSI                  | VW EA839    | 3.0 L (2,995 cc) | 367 PS (270 kW; 362 hp) | 550 N·m (406 lb·ft) | 250 km/h (155 mph) | 250 km/h (155 mph) | 4.5초                 | 4.5초                 |
| 가솔린 플러그인 하이브리드 엔진 |             |                  |                         |                     |                    |                    |                       |                       |
| 2.0 TFSI e 콰트로               | VW EA888    | 2.0 L (1,984 cc) | 367 PS (270 kW; 362 hp) | 500 N·m (369 lb·ft) | 250 km/h (155 mph) | 250 km/h (155 mph) | 4.5–5.1초             | 4.5–5.1초             |
| 디젤 엔진                       |             |                  |                         |                     |                    |                    |                       |                       |
| 2.0 TDI                         | VW EA288    | 2.0 L (1,968 cc) | 204 PS (150 kW; 201 hp) | 400 N·m (295 lb·ft) | 242 km/h (150 mph) | 240 km/h (149 mph) | 7.7초                 | 7.7초                 |
| 2.0 TDI 콰트로                  | VW EA288    | 2.0 L (1,968 cc) | 204 PS (150 kW; 201 hp) | 400 N·m (295 lb·ft) | 241 km/h (150 mph) | 236 km/h (147 mph) | 6.9초                 | 6.9초                 |

## 사진

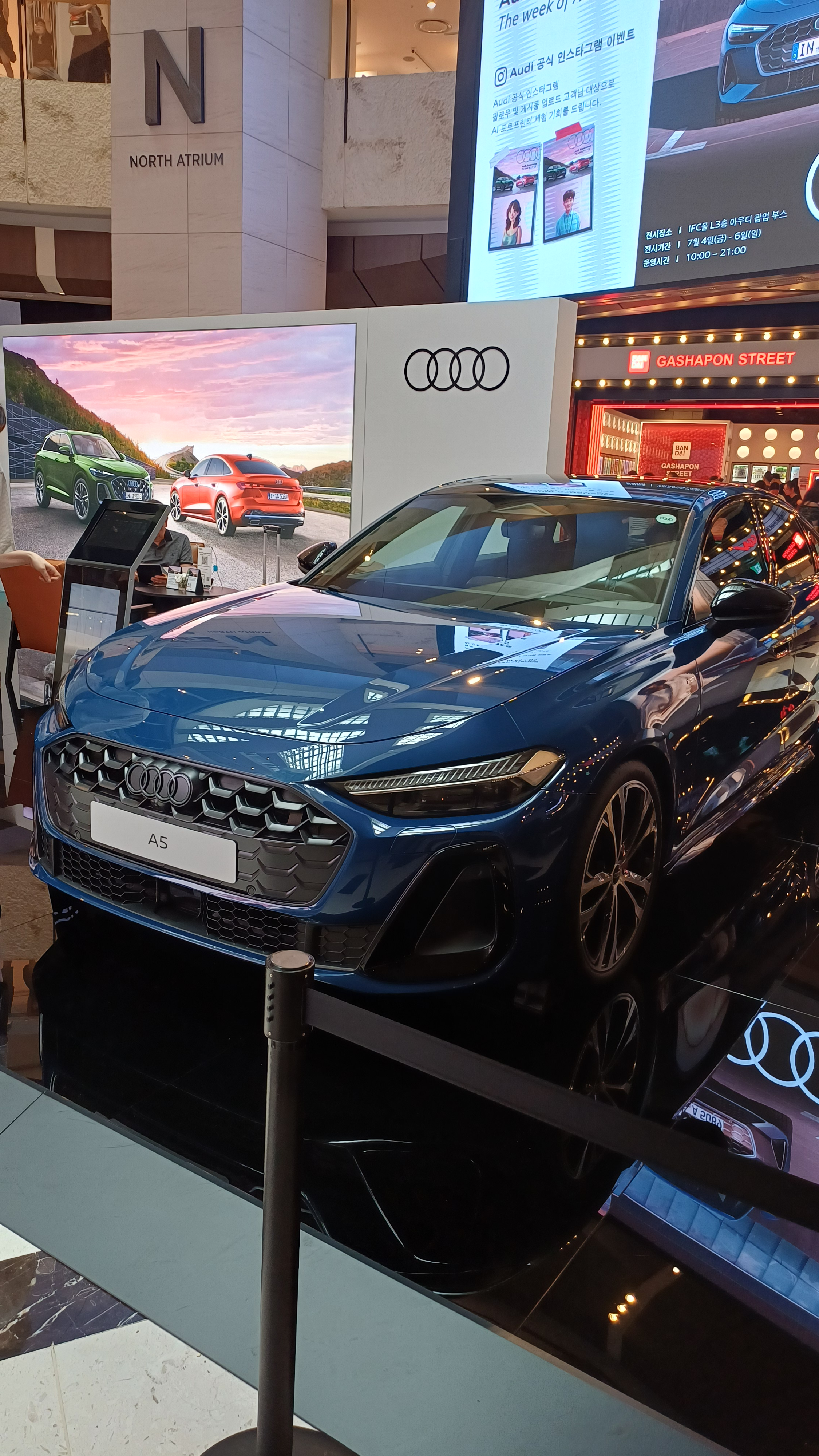
전면
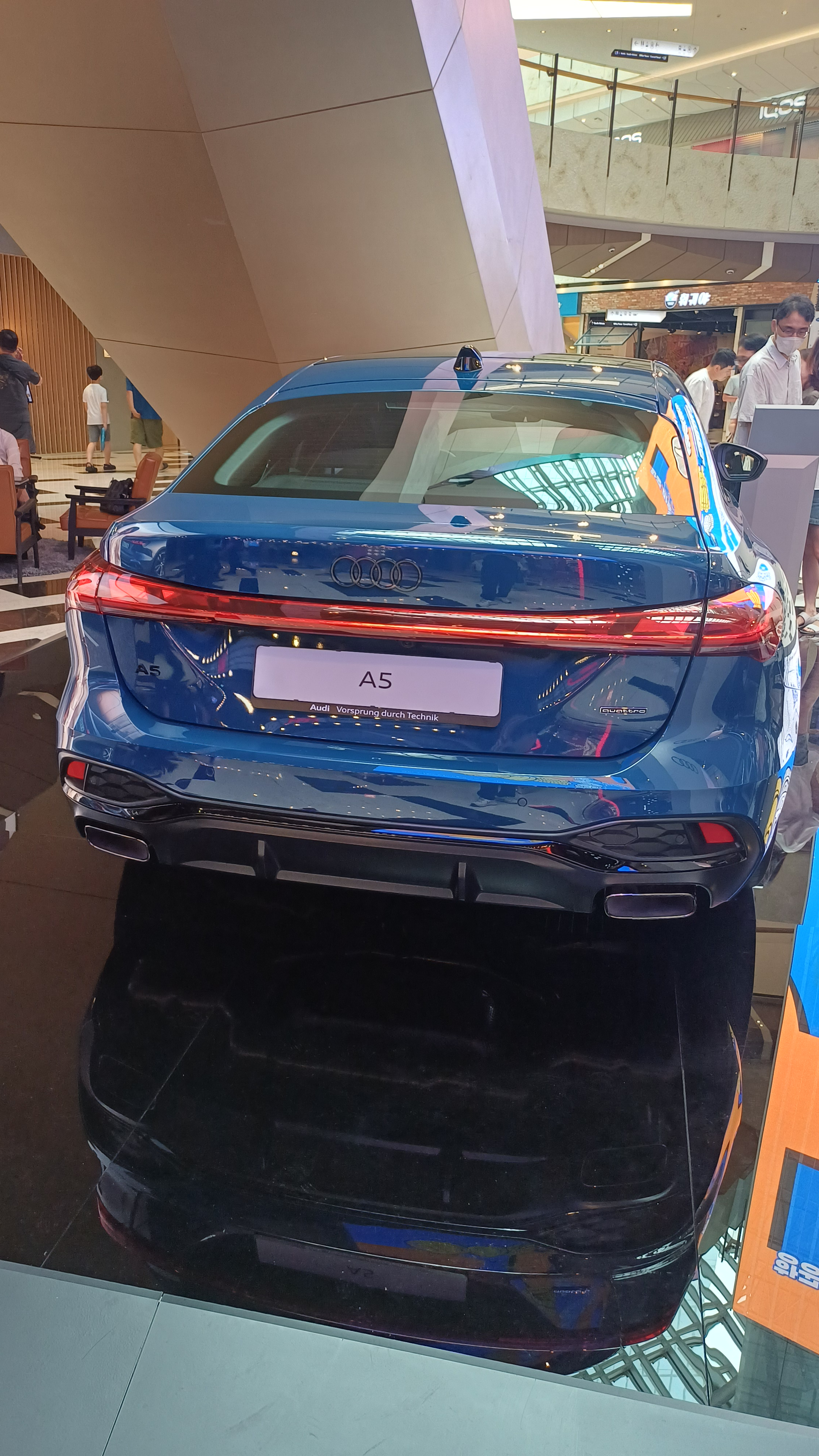
후면

## 판매량
| 연도 | 생산량  |
| ---- | ------- |
| 2006 | 487     |
| 2007 | 25,554  |
| 2008 | 57,650  |
| 2009 | 69,495  |
| 2010 | 90,346  |
| 2011 | 111,758 |
| 2012 | 103,357 |
| 2013 | 98,207  |
| 2014 | 88,545  |
| 2015 | 79,133  |
| 2016 | 65,117  |
| 2017 | 119,595 |
| 2018 | 111,544 |
| 2019 | 93,077  |
| 2020 | 56,786  |
| 2021 | 64,012  |
| 2022 | 66,124  |
| 2023 | 75,584  |